# Bazylika św. Jana Apostoła w Oleśnicy
Bazylika Świętego Jana Apostoła w Oleśnicy, dawniej również znana jako Kościół Zamkowy (niem. Schlosskirche) – zabytkowy rzymskokatolicki kościół parafialny należący do dekanatu Oleśnica zachód archidiecezji wrocławskiej. Od 1538 do 1945 roku kościół był pod wezwaniem św. Jana Chrzciciela przez protestantów. 8 października 1998 roku świątyni nadano tytuł honorowy bazyliki mniejszej.
Pierwsze zapisy na temat kościoła i parafii pochodzą z 1230 roku. Murowany budynek świątyni powstał w drugiej połowie XIII wieku. Od tego czasu pełnił rolę kościoła zamkowego i był wielokrotnie przebudowywany przez Podiebradów, Wirtembergów i Hohenzollernów. Przez to kościół łączy w sobie cechy architektury gotyku, renesansu, manieryzmu i baroku. W 1616 roku kościół połączono przejściem z zamkiem książęcym. W 1905 roku w związku z prowadzoną rozbudową doszło do katastrofy budowlanej i zawalenia się naw południowej i głównej. W 1910 roku kościół został odbudowany i zmodernizowany.
W bazylice znajdują się takie zabytki jak jedyna zachowana w Europie Środkowej biblioteka łańcuchowa, a także organy, manierystyczna ambona, loża książęca, stalle, dzwony, empory, barokowy ołtarz barokowy, a także mauzolea Podiebradów i Wirtembergów z trumnami i sarkofagami członków obu rodów.

## Historia

### Początki i okres piastowski
Oleśnicki historiograf Johannes Sinapius podał, że według miejscowej tradycji kościół parafialny św. Jana Apostoła miał powstać w 979 roku, a wyświęcenia miał dokonać sam Jan Chrzciciel za czasów urzędowania pierwszego biskupa śląskiego. Wspomniana data powstania kościoła nie została potwierdzona przez historyków. Ponadto pierwsze śląskie biskupstwo powstało dopiero w roku 1000 we Wrocławiu. Badania archeologiczne z 1907 roku potwierdziły, że w miejscu murowanej świątyni znajdowała się drewniana kaplica. Pierwsze wzmianki na temat kościoła i parafii, które można zweryfikować, pojawiły się w 1230 roku w dokumencie Henryka Brodatego, który nakazał swojemu kanclerzowi i zarazem kanonikowi, Tomaszowi, proboszczowi parafii św. Jana Ewangelisty w Oleśnicy, przenieść wieś Lucień na prawo niemieckie.
W drugiej połowie XIII wieku powstał murowany budynek kościoła, a w drugiej połowie kolejnego wieku został on rozbudowany i przybrał formę trójnawową z wieżą. W tym czasie zaczął być również nazywany kościołem zamkowym . W 1433 roku kościół otrzymał swój pierwszy dzwon. W latach 1465–1469 Mikołaj Hoferichter i Mikołaj Fischer prowadzili prace budowlane mające na celu poszerzenie i podwyższenie budynku. W ostatnim roku ich prac otrzymał on nowe, krzyżowe i gwiaździste, sklepienia. Wybudowano także prezbiterium . W 1473 roku kościół został wyposażony w drugi dzwon.

### Okres Podiebradów i protestantyzmu
W latach 1500–1510, już po objęciu władzy w księstwie przez Podiebradów, kościół przeszedł kolejną przebudowę. Dobudowano nawę północną, dwie kaplice, kruchtę, drugą zakrystię, wyposażono go w chrzcielnicę, a książęca rodzina ufundowała nowy ołtarz. W 1521 roku na wieży zawieszono trzeci dzwon. W pierwszej połowie XVI wieku, w okresie panowania Jerzego Podiebradowicza, w Oleśnicy na popularności zyskiwały nauki Marcina Lutra. Wśród rodziny książęcej były one propagowane przez nadwornego nauczyciela Jana Hessa. W 1538 Podiebradowie wydalili z księstwa duchownych katolickich. W tym samym roku świątynia przeszła w ręce protestantów, a jego patronem stał się św. Jan Chrzciciel. Podiebradowie założyli w kościele także swoją kryptę rodową. W 1555 roku w prezbiterium rozpoczęto prace nad polichromią z drzewem genealogicznym księcia Jana Podiebradowicza. Prace nad nim zakończono po trzech latach. Dzieło zostało prawdopodobnie zamalowane lub usunięte w XIX wieku. W latach 1557–1558 kościół otrzymał nowe pokrycie dachowe – ceramiczne, a także umieszczono w nim grobowiec dla księcia Jana i jego żony Krystyny Szydłowieckiej . W 1563 roku książę Jan ufundował czwarty dzwon kościelny.

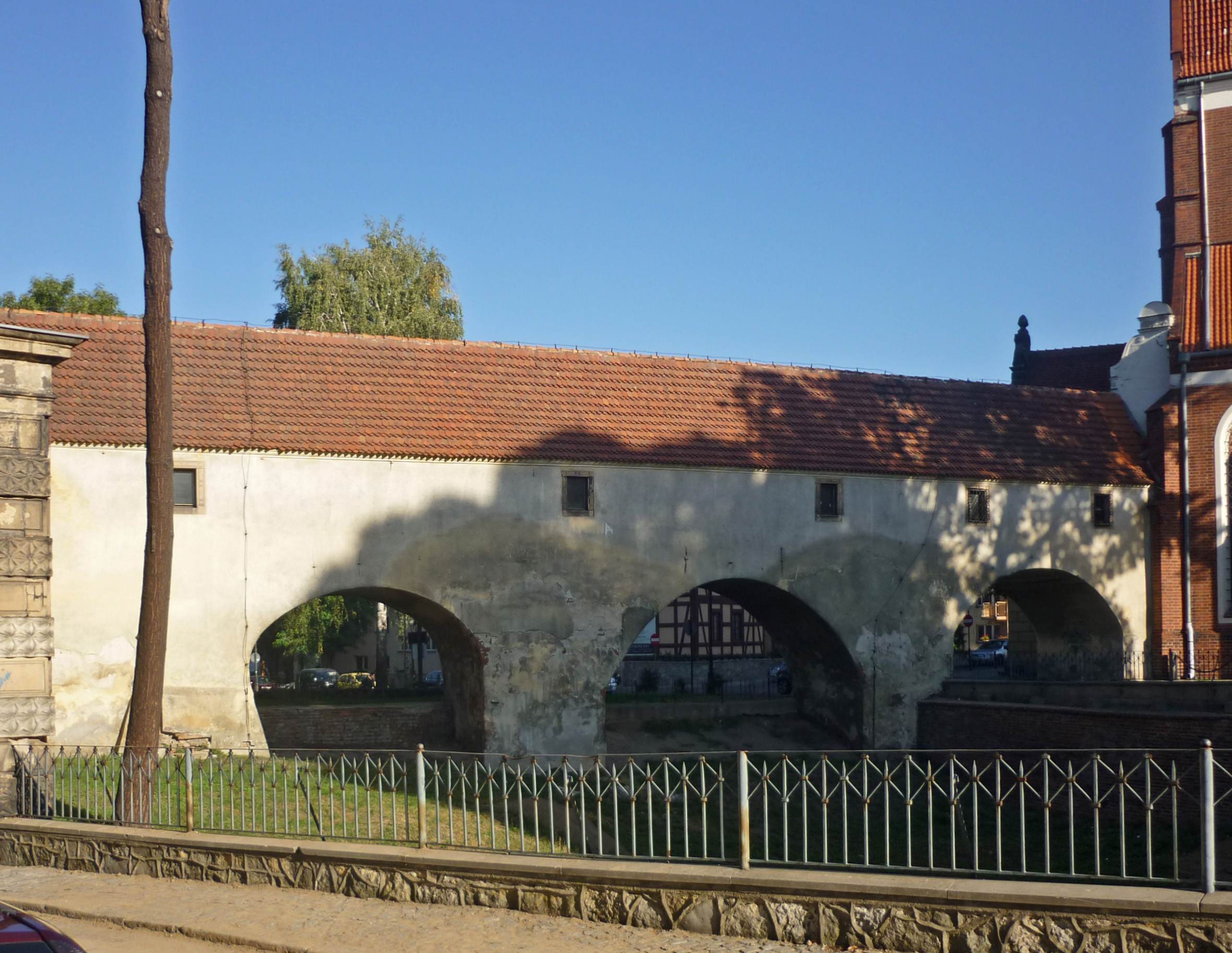
Łącznik pomiędzy zamkiem (po lewej) a kościołem (po prawej)

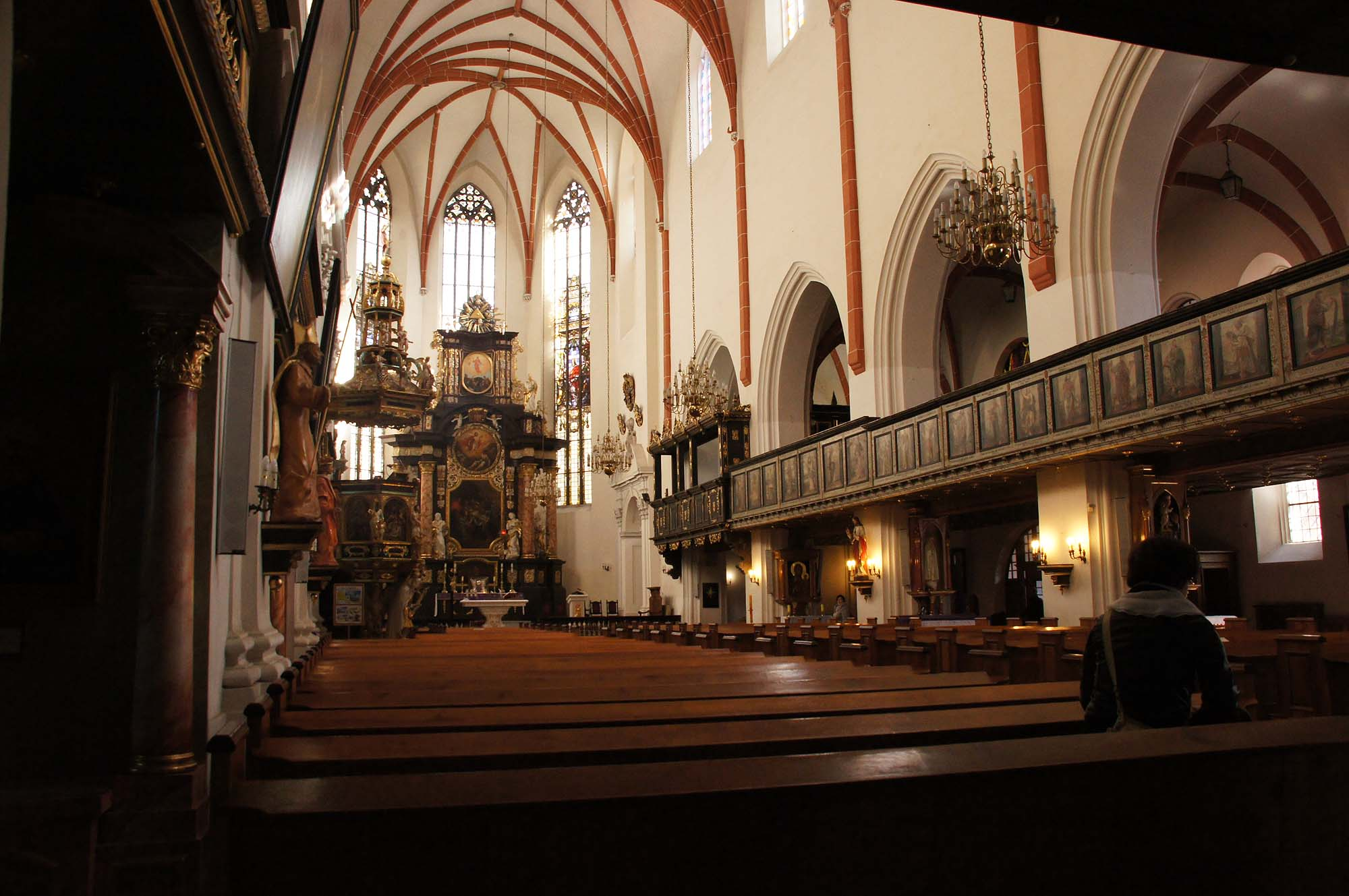
Widok na zachodnią nawę kościoła i emporę z malowidłami

W 1594 roku książę Karol II Podiebradowicz założył nową publiczną bibliotekę, którą umieścił w kruchcie południowej, gdzie znajduje się cały czas (tzw. biblioteka łańcuchowa). To jedna z kilku bibliotek łańcuchowych na Śląsku (jedyna, która zachowała się w miejscu swojej oryginalnej lokacji), w której książki, z racji na swoją cenę, przytwierdzane były łańcuchami. W dniu otwarcia liczyła 550 ksiąg, z których do XXI wieku przetrwało 239. Na Śląsku tego typu biblioteki istniały jeszcze we Wrocławiu, Brzegu, Legnicy czy Złotoryi. Jednak w wypadku legnickiej wszystkie zbiory po II wojnie światowej wywieziono do Biblioteki Uniwersyteckiej we Wrocławiu, księgi ze Złotoryi przeniesiono do Biblioteki Narodowej w Warszawie, we Wrocałwiu uległy one zniszczeni lub zostały przeniesione do Biblioteki Uniwersyteckiej.
W latach 1596–1607 w kościele wzniesiono manierystyczną emporę, za której dekorację odpowiadał Fryderyk Lochner. Umieścił on na niej starotestamentowych proroków i świętych z Nowego Testamentu. W 1605 roku książę Karol II i jego żona Elżbieta Magdalena lub mieszczanie oleśniccy  sfinansowali budowę późnorenesansowej, manierystycznej ambony, którą wykonał rzeźbiarz Marcin Riedel z Wrocławia. Za malunki odpowiadał Fryderyk Lochner, a za projekt – Geert Hendrik (Gerhard Hendrick) z Amsterdamu, który wycenił swoją pracę na 400 talarów . Ambona została uznana za najcenniejszy zabytek późnego renesansu na Śląsku . W 1616 roku kościół został połączony z oleśnickim zamkiem łącznikiem dla pary książęcej. Następnie w latach 1619–1620 doszło do przebudowy wieży kościelnej. Nadbudowano ją, a nową kondygnację zwieńczono renesansową galerią i hełmem z latarnią . Na szczycie wieży umieszczono figurę koguta z rozpostartymi skrzydłami i długim ogonem. Symbolizuje on łaskę Boga wobec grzeszników oraz słabość człowieka wobec zmartwychwstałego Jezusa, a w przeszłości protestanci używali tego symbolu, aby odróżnić swoje kościoły od katolickich.

### Okres Wirtembergów
W 1698 roku, od strony południowej kościoła, Wirtembergowie rozpoczęli budowę barokowej kaplicy grobowej (mauzoleum wraz z kryptą), zakończoną po dwóch latach. W jej krypcie umieszczono 24 trumny ze zwłokami zmarłych członków rodziny książęcej .

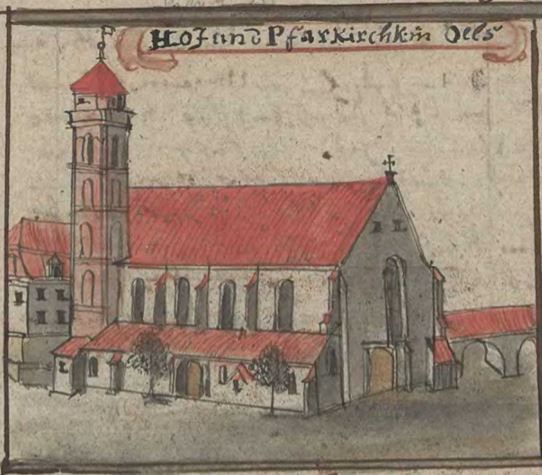
Przedstawienie kościoła przez F. B. Wernera (XVIII wiek)

W latach 1700–1708 na polecenie Wirtembergów przeprowadzono prace mające nadać świątyni barokowy charakter. W ich ramach wykonano malowidła na balustradzie empory pod chórem, przekształcono północną ścianę nawy głównej i wzniesiono barokowy ołtarz główny z rzeźbami, obrazami i dekoracjami . Jedyną zachowaną rzeźbą z ołtarza jest figura św. Jana Chrzciciela. W 1740 roku ukończono prace malarskie w mauzoleum. Na sklepieniu kaplicy umieszczono sceny Męki Pańskiej . W 1754 roku odrestaurowano hełm wieży kościelnej, wieńcząc go mitrą książęcą z okazji 10. rocznicy rządów księcia Karola Chrystiana Erdmanna Wirtemberskiego. Ozdoba ta przetrwała na wieży do 1905 roku.

### Hohenzollernowie

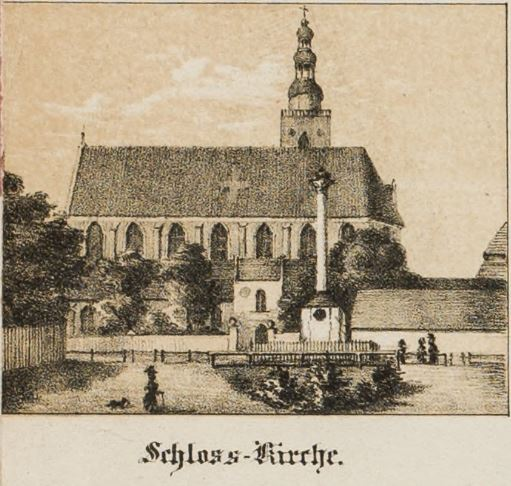
Kościół zamkowy (Schloss Kirche) i Kolumna Złotych Godów na litografii Adolfa Groegera (XVIII wiek)

W 1884 roku książę Wilhelm August z dynastii Welfów zmarł bezpotomnie. Jednak przed śmiercią w swoim testamencie nie zawarł informacji na temat przyszłości księstwa oleśnickiego. W związku z tym przeszło ono na własność Królestwa Prus. Podzielono je, a Oleśnica została lennem tronowym następców cesarza. Tym samym dynastia Hohenzollernów stała się nie tylko odpowiedzialna za zamek, ale także za kościół, który na przełomie XIX i XX wieku wymagał rozbudowy. W związku z tym, kościół miał nie tylko pomieścić większą liczbę wiernych, ale także posiadać prezencję odpowiadającą następcy tronu. W tym celu wykonano aż trzy projekty przebudowy, jeden po drugim. Pierwszy został odrzucony przez przedstawiciela cesarza i konserwatora zabytków Hansa Lutscha, ponieważ po przebudowie kościół byłby zbyt mało reprezentacyjny. Następny projekt zlecono w 1902 roku architektowi Hansowi Poelzigowi. Poelzig zaproponował rozbudowę empor, nowe ciągi komunikacyjne, przeniesienie loży, powiększenie kruchty, instalację centralnego ogrzewania i toalety. Tym razem konserwator odmówił akceptacji, ponieważ prace naruszyłyby zabytkowe empory. W 1903 roku Poelzig, w porozumieniu z przedstawicielem cesarza, przedłożył kolejny projekt. Tym razem założył usunięcie trzech zachodnich empor, a lewa i prawa pozostałyby bez zmian. Od strony zachodniej kościoła powstałaby nowa kruchta (jest to obecne główne wejście do bazyliki) ze schodami prowadzącymi na empory. Pod wejściem zlokalizowano by kotłownię centralnego ogrzewania. Propozycja ta uzyskała w 1904 roku zgodę parafii, reprezentanta cesarza i konserwatora zabytków. Poelzig wykonał szkice oraz kosztorys mieszczący się w 130 000 marek.
15 lipca 1905 roku w godzinach wieczornych doszło do zawalenia się naw głównej i południowej. Ówczesne postępowanie nie wykazało jednoznacznej przyczyny katastrofy, ale przyczynić się do niej mógł zły stan filarów po stronie południowej kościoła. Później okazało się, że ceglana konstrukcja filarów wewnątrz wypełniona była gruzem. Wszczęto także postępowanie przed sądem, podczas którego oskarżono Poelziga o zaniedbania, a kierownika budowy o brak dostatecznego doświadczenia. Jednak ostatecznie opinia prof. Steinbrechta z Malborka uniewinniła obu, gdyż winnym okazał się zły stan filarów, których błędna konstrukcja sięgała XV wieku. Parafia doszła do porozumienia z monarchą, iż kościół należy odbudować, a nie wznosić nowy. Odbudowę zlecono królewskiemu radcy budowlanemu Adolfowi Koehlerowi (Köchlerowi). W 1910 roku zakończono prace. Od strony zachodniej wzniesiono kruchtę, powstała także nowa klatka schodowa i odrestaurowano zegar słoneczny na ścianie południowej. W kościele założono również centralne ogrzewanie. Wykonano także remont wieży. Figurkę koguta zastąpiono wiatrowskazem w kształcie koguta.

### Okres powojenny i XXI wiek
W trakcie działań wojennych podczas II wojny światowej kościół nie uległ zniszczeniu. W 1947 roku kogut na wieży został zastąpiony krzyżem, który w 1998 roku wymieniono na nowy. Pod starym krzyżem znajdowała się kapsuła czasu pod postacią kuli. Znaleziono w niej list pastora Konrada Koehlera, list księcia Karola Fryderyka lub księcia Karola Chrystiana Erdmanna, gazetę „Lokomotive an der Oder” z 1905 roku, medal z 1744 roku oraz monety. Po wykonaniu prac, w kuli zamknięto nowe pamiątki.
27 grudnia 1998 roku kościół został podniesiony do poziomu bazyliki mniejszej przez Prefekta Kongregacji Kultu Bożego i Sakramentów ks. kardynała Jorge Medinę Estéveza.
29 października 2000 bazylikę wizytował kardynał Joseph Ratzinger.

## Architektura
Bazylika jest orientowaną, siedmioprzęsłową trójnawową budowlą z jednoprzęsłowym niewyodrębnionym z bryły prezbiterium, które jest zamknięte z trzech stron. Do prezbiterium przylega wieża kościelna z dzwonnicą. Prezbiterium jest równe co do szerokości i wysokości nawie głównej. Nawy zbudowane są w systemie filarowym. Nawa północna jest węższa od południowej, a na jej wschodnim końcu zlokalizowana jest wieża w kształcie czworoboku z zakrystią. Wzdłuż tej nawy zlokalizowane są trzy kaplice, kruchta i kaplica przeznaczona na chrzty. Do nawy południowej przylega również kruchta, a także dwie klatki schodowe prowadzące na empory. W przedłużeniu nawy, przy południowej ścianie prezbiterium, znajduje się ośmioboczna kaplica-mauzoleum. Pomiędzy nawami są filary, po południowej stronie zakończone arkadami ostrołukowymi, a po północnej stronie arkadami półkolistymi. Pomiędzy arkadami, z trzech strony nawy głównej znajdują się empory. W zachodniej części kościoła znajduje się neomanierystyczna kruchta z dekoracyjnym drewnianym stropem i klatką schodową prowadzącą na chór .
Od południowo-zachodniego narożnika do zamku prowadzi łącznik na przęsłach filarowo-arkadowych .
Nawa główna i prezbiterium nakryte są wspólnym dachem. Dach pulpitowy nakrywa zakrystię, a kaplicę-mauzoleum dach kopulasty z latarnią. Nawa północna z dwoma kaplicami i kruchtą i nawa południowa nakryte są dachem pulpitowym. Kaplica chrztu natomiast przykryta jest osobnym dwuspadowym dachem. Tym samym dachem nakryta jest kruchta zachodnia. Wieża posiada hełm o podstawie ośmioboku z dwoma latarniami. Kaplica-mauzoleum przykryta jest kopułą ze ślepą latarnią .
Nad prezbiterium, nawą główną i zakrystią są sklepienia gwiaździste. W nawach bocznych, północnych kaplicach i kruchcie zastosowano sklepienia krzyżowo-żebrowe, a w kruchcie południowej sklepienie sieciowe z ceglanymi żebrami. Ciężar sklepienia nawy głównej oparty jest na łukach odporowych, które znajdują się pod dachami naw bocznych .
Mauzoleum w przyziemiu ozdabiają wolutowe konsole, nad którymi wznoszą się pilastry z kompozytowymi głowicami. Między konsolami są płyciny z liśćmi akantu. U góry znajdują się cztery owalne okna i cztery płyciny z obramieniem w formie wieńców na obrazy. Górę wieńczy gzyms. Kopułę pokrywają sceny z Męki Pańskiej .

## Wyposażenie

### Ołtarz główny

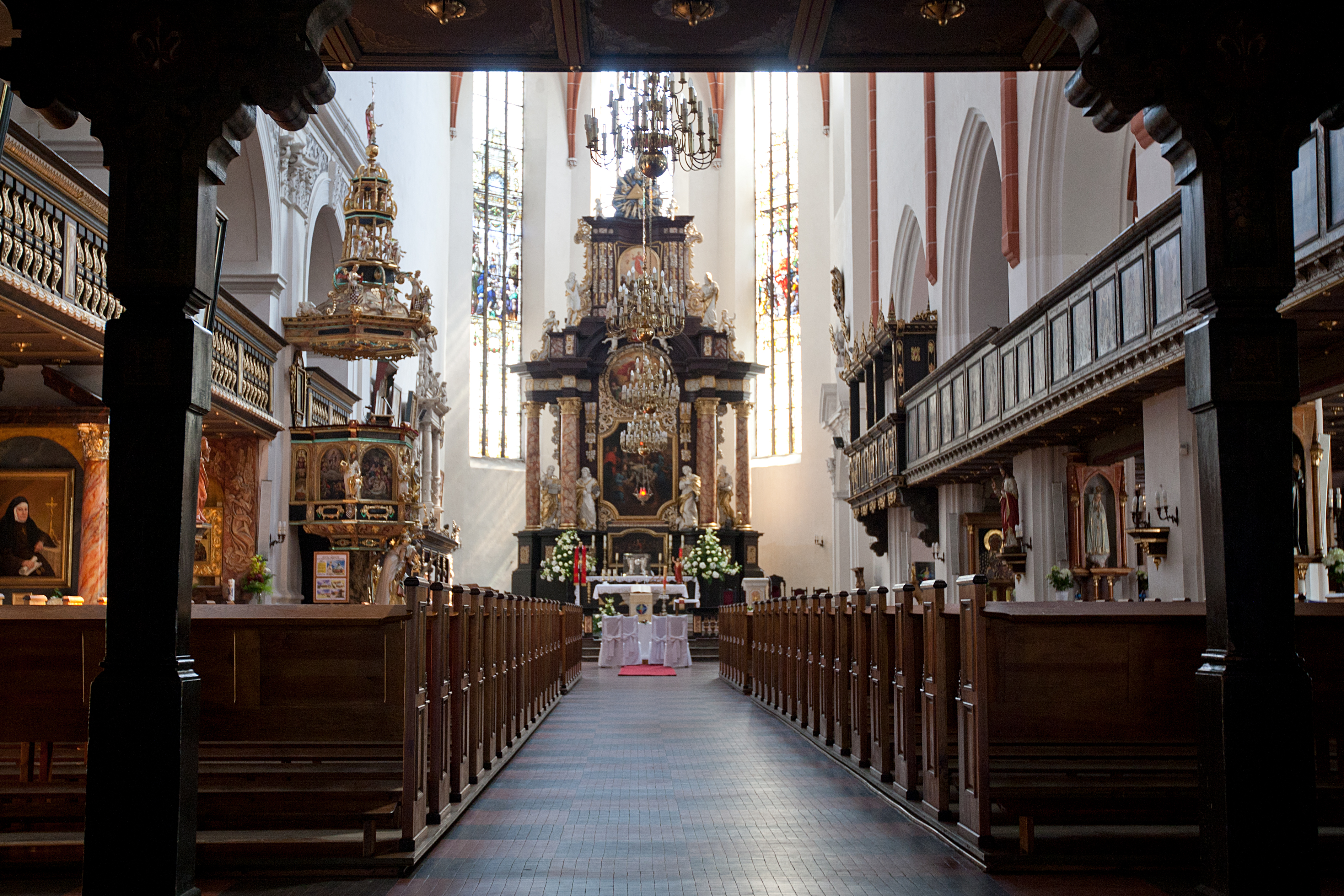
Widok na ołtarz i ambonę

Ufundowany przez księcia Karola Fryderyka w 1708 roku barokowy ołtarz zlokalizowany jest na ścianie wschodniej kościoła. Ma on konstrukcję dwukondygnacyjną z trójosiowym cokołem. Jan Riedel z Wrocławia wykonał wszystkie zdobienia i rzeźby. Nieznany jest autor obrazów, ale przypuszcza się, że na jednym z nich, pt. Złożenie do grobu, umieścił swoją podobiznę, ponieważ jego postać wyróżnia się i jako jedyna spogląda w stronę oglądającego. Podział ołtarza na dwie kondygnacje odzwierciedla Stary i Nowy Testament. Na szczycie konstrukcja zwieńczona jest glorią z okiem opatrzności. Na górnej kondygnacji znajdują się rzeźbione postacie Jana Chrzciciela (odwołanie do Nowego Testamentu) oraz Mojżesza (Stary Testament). Kondygnacja dolna jest głównym elementem ołtarza. Podzielona jest na trzy osie z czterema kolumnami. Pomiędzy kolumnami ustawione są rzeźby ewangelistów, świętych: Jana, Łukasza, Marka i Mateusza. W głównej osi konstrukcji rozmieszczono cztery obrazy olejne przedstawiające sceny z życia Jezusa: Ostatnią wieczerzę za tabernakulum, na wysokości predelli , powyżej, w centralnej części ołtarza Złożenie do grobu, nad nim obraz Zmartwychwstanie, a najwyżej Wniebowstąpienie. Porządek ten symbolizuje czas odkupienia.

### Ambona

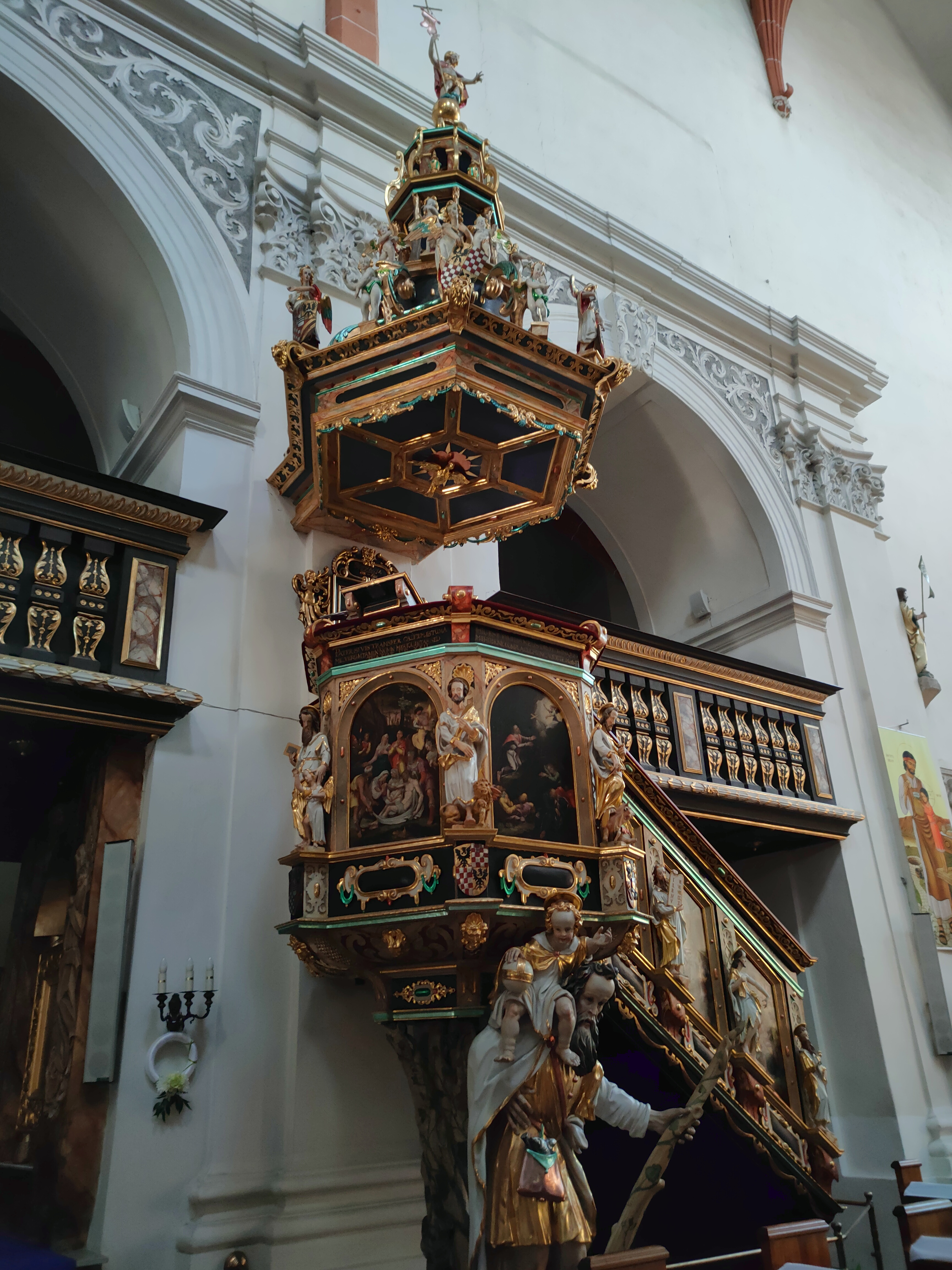
Manierystyczna ambona

Projekt ambony wykonał Geert Hendrik (Gerhard Hendrick), malunki Fryderyk Lochner, a prace stolarskie przeprowadził Marcin Reidel . Całość opiera się na figurze św. Krzysztofa. Kosz ambony ma kształt sześcioboku, do którego prowadzą schody ze zdobioną furtą z płaskorzeźbą Adama i Ewy oraz malowidłem pt. Głowa Chrystusa cierniem koronowana. Ozdobę kosza stanowi cykl obrazów ze scenami z życia Jezusa. Na szczycie baldachimu znajduje się figura Chrystusa Zmartwychwstałego i anioły z tarczami herbowymi Podiebradów, Piastów, księstwa Mecklenburg-Güstrow oraz Hohenzollernów. Pomiędzy baldachimem a konsolą ambony wisi obraz pt. Ukrzyżowanie.

### Organy
Pierwsza wzmianka o organach pochodzi z 1605 roku. Znajdowały się one na wschodniej ścianie kościoła. Nieznana jest data ich budowy. W 1655 roku zostały rozebrane podczas remontu. W 1659 roku świątynia otrzymała nowy instrument, którego konstruktorem był prawdopodobnie Bernhard Sorge. 

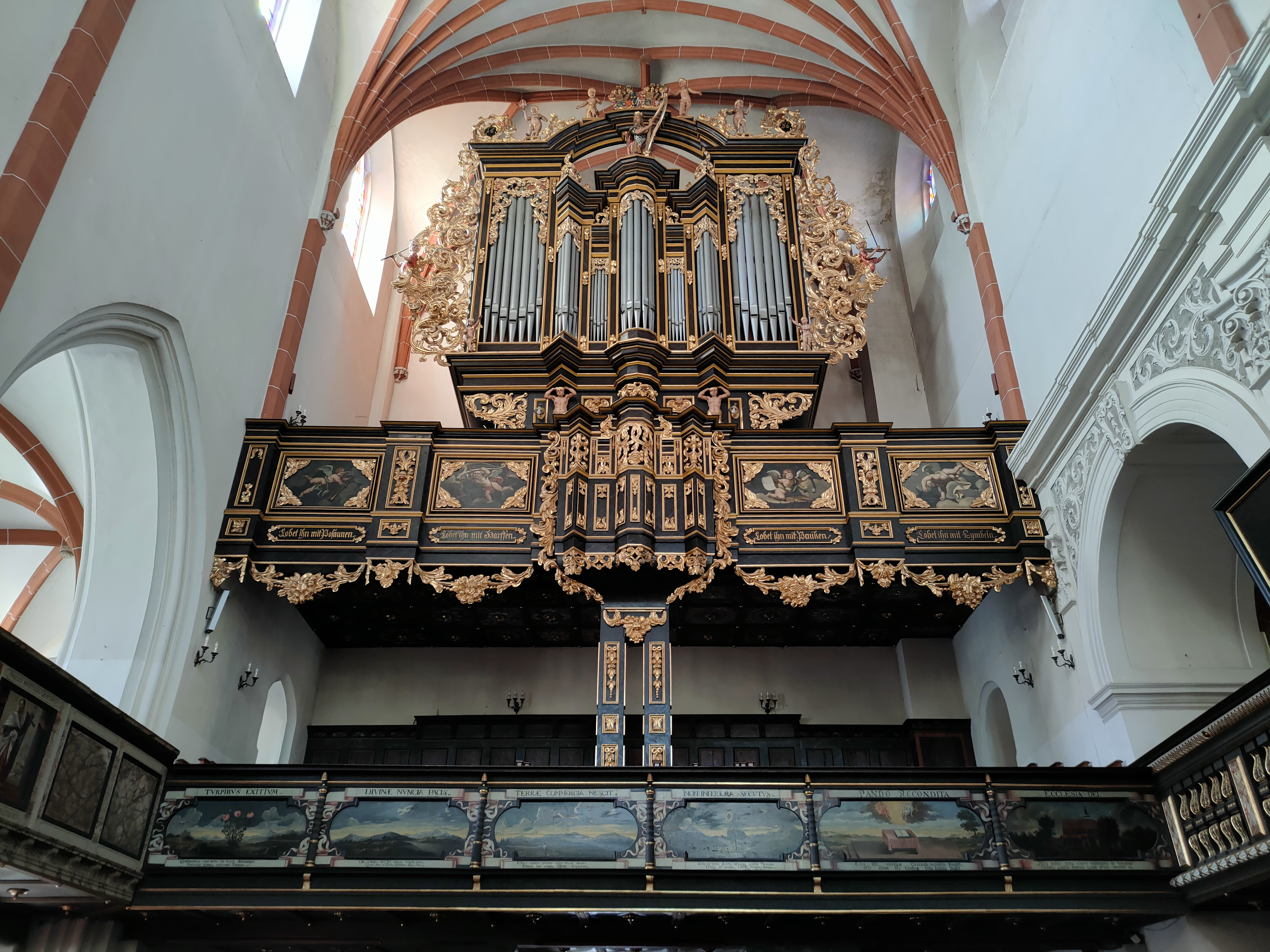
Organy, chór muzyczny i empora zachodnia

Kolejne organy zostały ufundowane przez księcia Sylwiusza Nimroda Wirtemberskiego i jego żonę Eleonorę Karolinę Mömpelgard i powstały w latach 1685–1686. Ich twórcą był Daniel Wager. Posiadały wówczas 26 głosów (piszczałek) i dwa manuały.
W 1719 roku Michael Engler przeprowadził pierwszy remont tego instrumentu. W 1756 roku naprawę przeszły organy oraz miech. Wykonawcą prac był Wilhelm Scheffler z Brzegu. W 1787 roku Gottlieb Benjamin przeprowadził kolejny remont. Następnie, w latach 1856–1858, doszło do przebudowy pod kierownictwem Johanna Gotlieba Andersa. Przeniósł on piszczałki z pozytywu balustradowego do szafy organowej.
W obecnej formie instrument został zbudowany, po katastrofie budowlanej w 1905 roku, przez firmę Schlag & Söhne ze Świdnicy w 1910 roku jako opus 878. Organy posiadają 41 głosów i trzy manuały. Stół gry wbudowano w cokół szafy organowej.
Po II wojnie światowej organy przeszły pierwszy remont w 1946 roku (przeprowadzili go Joseph Bach i Stefan Fiołka) lub w 1973 roku (pod kierownictwem P. Słowika). W latach 1996–1997 Wiesław Piechówka wyremontował chór muzyczny i prospekt organowy. Od 2002 do 2012 roku Zakład Organmistrzowski Antoniego Szydłowskiego prowadził prace renowacyjno-konserwatorskie.
| Manuał I                  | Manuał II              | Manuał III             | Pedał                |
| ------------------------- | ---------------------- | ---------------------- | -------------------- |
| 1. Principal 16'          | 1. Burdon 16'          | 1. Lieblich Gedackt 8' | 1. Principalbass 16' |
| 2. Principal 8'           | 2. Geigen Principal 8' | 2. Flöten Principal 8' | 2. Violonbass 16'    |
| 3. Gamba 8'               | 3. Flute harmonique 8' | 3. Portunal 8'         | 3. Subbass 16'       |
| 4. Konzertflöte 8'        | 4. Salizet 8'          | 4. Vox coelestis 8'    | 4. Gedacktbass 16'   |
| 5. Gemshorn 8'            | 5. Rohrflöte 8'        | 5. Aeoline 8'          | 5. Octavbass 8'      |
| 6. Doppelflöte 8'         | 6. Traversflöte 4'     | 6. Lieblich Gedackt 8' | 6. Violoncello 8'    |
| 7. Offenflöte 4'          | 7. Viola 4'            | 7. Rohrflöte 4'        | 7. Bassflöte 8'      |
| 8. Octave 4'              | 8. Piccolo 2'          | 8. Flautino 2'         | 8. Principal 4'      |
| 9. Rauschquinte 2 2/3'+2' | 9. Mixtur 3 fach       | 9. Oboe 8'             | 9. Quinte 10 2/3'    |
| 10. Kornett 1-3 fach      | 10. Klarinette 8'      |                        | 10. Posaune 16'      |
| 11. Mixtur 4-5 fach       |                        |                        |                      |
| 12. Trompete 8'           |                        |                        |                      |

### Loża książęca i stalle

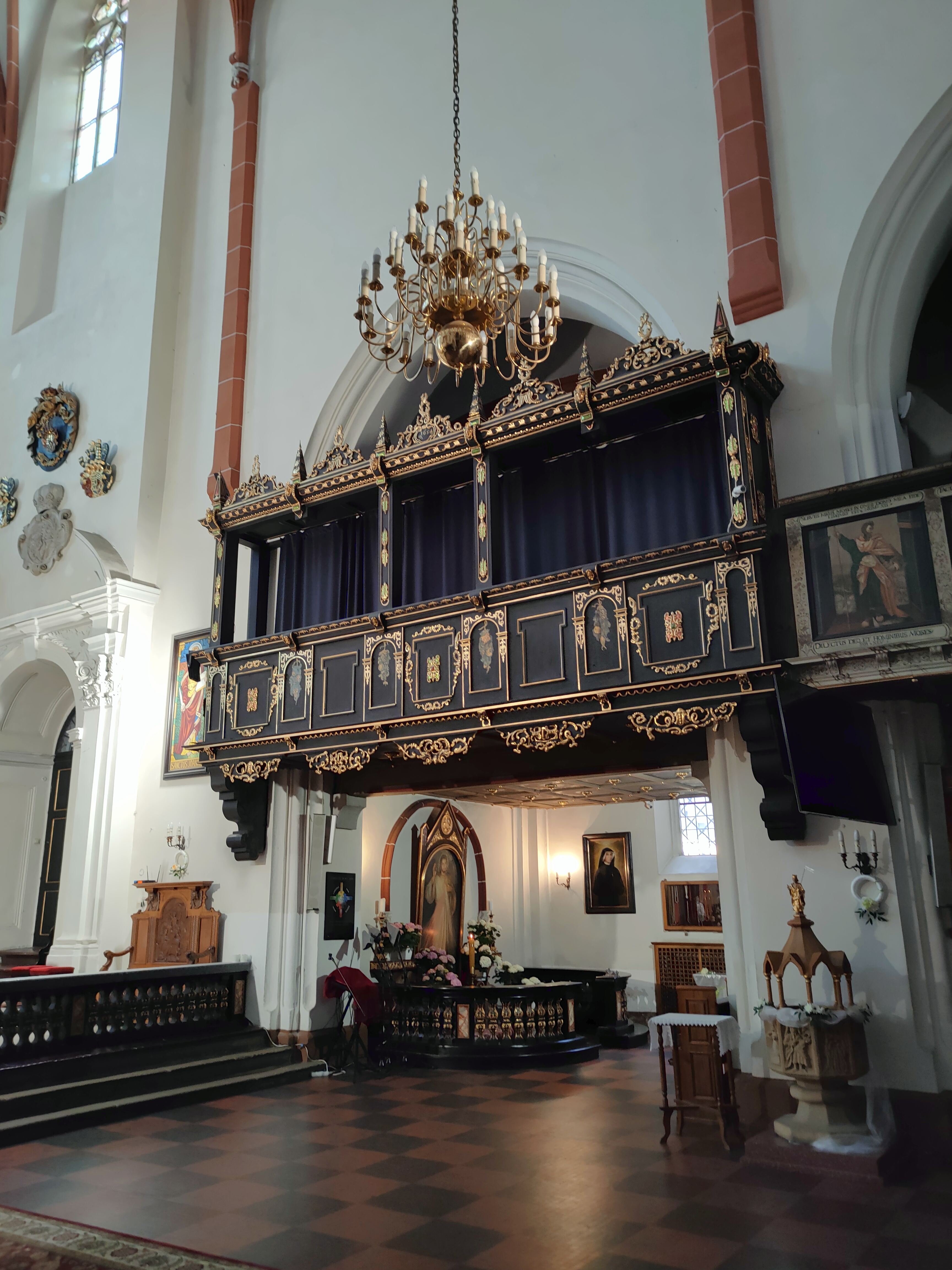
Loża książęca

W 1687 roku na specjalne życzenie księcia Sylwiusza Fryderyka wykonano wczesnobarokowe stalle. Po 1805 roku kościół zaczął tracić rangę zamkowego, a stalle przestały służyć książętom i ich rodzinom. Od XIX wieku zaczęto je nazywać lożą kaznodziejską, ponieważ wykorzystywali je protestanccy duchowni .
Początkowo loże książęce znajdowały się naprzeciw ambony, która z kolei była umieszczona na drugim filarze. Przystawały one do empory organowej, znajdującej się przy książęcym łączniku kościoła z zamkiem. Po katastrofie z 1905 roku loże uległy zniszczeniu. W 1908 roku przeprowadzono ich renowację i z pozostałości dwóch lóż skonstruowano jedną i ulokowano ją na emporze przy prezbiterium.
W bazylice znajdują się również stalle z okresu średniowiecza. Przeznaczone były dla zamożniejszych mieszczan. Przed 1905 rokiem znajdowały się bliżej ołtarza. W 1992 roku przeprowadzono ich renowację i umieszczono w prezbiterium.

### Dzwony
Na wieży znajdują się cztery dzwony, będące najstarszymi zabytkami sztuki odlewniczej w Oleśnicy: 
- z 1433, o wadze 658 kg i średnicy 102 cm. Na dzwonie znajduje się sygnatura Hansa Schikila,
- z 1473, ufundowany przez Mikołaja Opicza, o wadze 1850 kg i średnicy 145 cm,
- z 1521, o wadze 349 kg i średnicy 83 cm. Na dzwonie łacińska inskrypcja: „AVE MARIA GRACIA PLENA DOMINUS TECVM BENEDI 1521”,
- z 1563, ufundowany przez księcia Jana Podiebradowicza, o wadze 568 kg i średnicy 97 cm. Został odlany na nowo w 1727, ponieważ pękł. Na dzwonie łacińska inskrypcja w trzech rzędach: „IN ANNO DO 1563 - QVI FVIT ANNI IMPERII FERDI COESA HVIVS NOMIN ET 12 ELECT EIVSD IMPERAT PRIMOGE FILII / ILLVSI RE ROM IMPE PRIN AC DOM IN REGEM ROM MAXIMIL / HOC OPVS NOVUM FVNDI CVRAVIT DOM JOANNES DVX MUNST SILE OLSN COME GLA”.

Przetrwały działania wojenne w Oleśnicy podczas II wojny światowej, nie zostały przetopione na potrzeby wojskowe III Rzeszy, a także nie zostały wywiezione przez Armię Czerwoną. Fakt, iż nie były przetopione, mógł wynikać z tego, że dzwony figurowały się w spisach w kategorii D, czyli ostatnie w kolejności do zniszczenia, jako mające dużą wartość historyczną.
W 1974 roku zamontowano elektryczny napęd dzwonów opierający się na trzech silnikach. W styczniu 2019 roku dzwony przeszły remont wykonany przez firmę Rduch Bells & Clocks z Czernicy, polegający na zainstalowaniu nowych napędów liniowych, wprowadzających w ruch wahadłowy nowe jarzma dzwonów .

## Mauzolea rodowe

### Podiebradowie

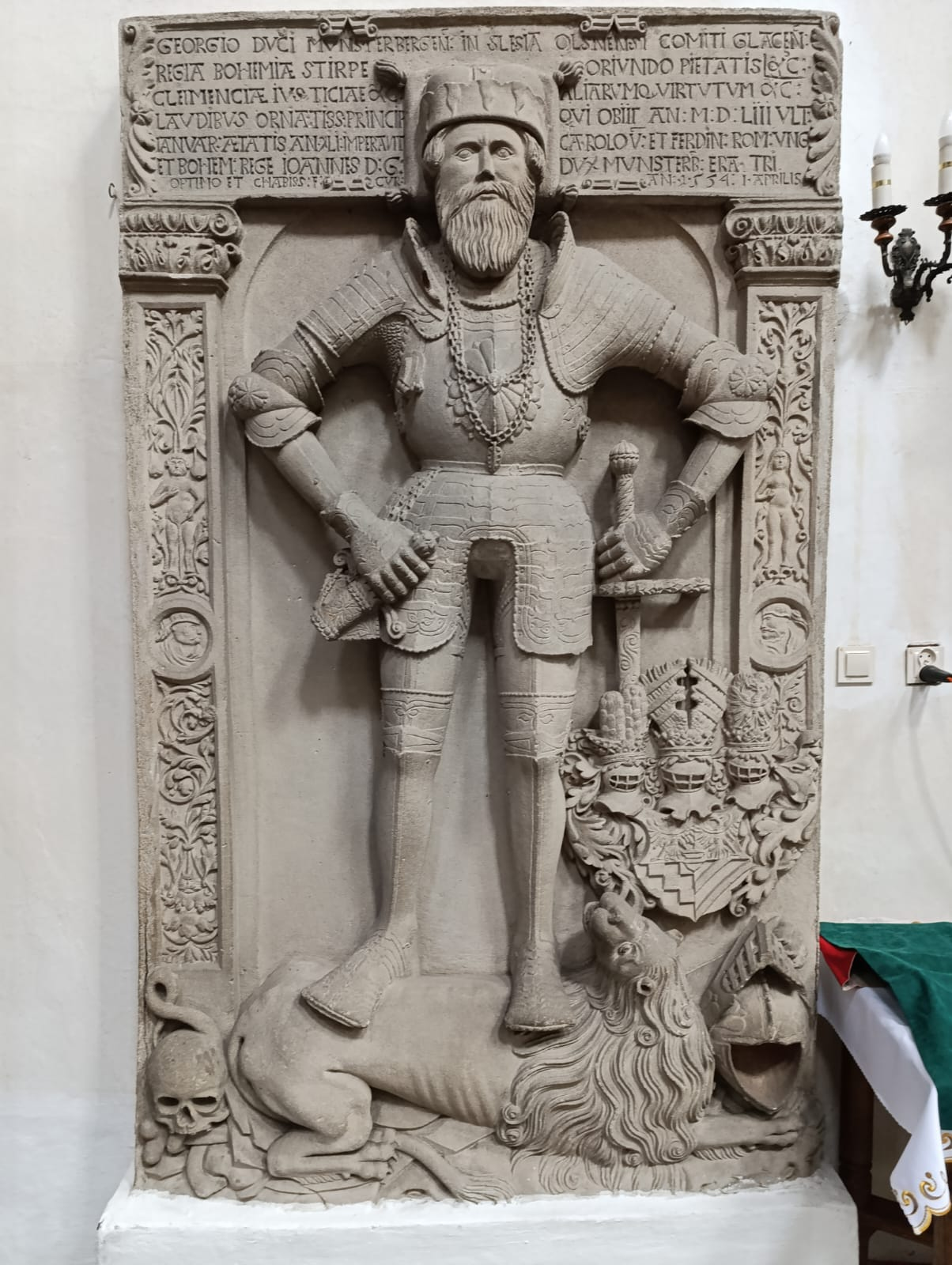
Płyta nagrobna Jerzego II Podiebradowicza.

Na potrzeby rodowych pochówków Podiebradowie ulokowali kryptę pod kościelnym prezbiterium. Powstała ona prawdopodobnie podczas przebudowy z lat 1500–1510. Pierwszy pochówek odbył się w 1513 roku (Magdalena, córka księcia Henryka I). Jednak do 1538 pochówki odbywały się w klasztorze cysterek, ale po wygnaniu w tym samym roku z księstwa katolickich duchownych nie było to możliwe. Tym samym w dwukomorowej krypcie z przedłużeniem pochowano 23 przedstawicieli rodu Podiebradów.
W skład rodowego mauzoleum wlicza się także renesansową płytę nagrobną księcia Jerzego II Podiebradowicza. Wykonał ją w piaskowcu w 1554 roku Jan Oslew. Jej wykonanie zlecił Jan Podiebradowicz, brat księcia Jerzego II. Płyta przedstawia w formie płaskorzeźby naturalnej wielkości postać księcia w zbroi. W lewej ręce trzyma miecz, a w prawej mizerykordię. Postać stoi na lwie, obok którego umieszczono hełm, czaszkę i węża. Nad głową zwierzęcia umieszczono tarczę herbową księstwa ziębicko-oleśnickiego. Nad postacią umieszczono inskrypcję łacińską o następującej treści:

GEORGIO. DUCI. MUNSTERBERGEN. IN. SLESIA. OLSENSI. COMITI. GLACEN. ETC. REGIA. BOHEMIAE. STIRPE. ORIVNDO. PIETATIS. CLEMENCIAE. IVSTICIAE. ETC. ALIARUMQ. VIRTVTVM. ETC. LAVDIBVS. ORNATISS. PRINCIPI. QVI. OBIIT. AN. MD. LIII. VLT. IANVAR. AETATIS. AN. XLI. IMPERANTE. CAROLO. V. ET. FERDIN. ROM. VNG. ET. BOHEM. REGE. IOANNES. D. G. DUX MVNSTERB. FRATRI. OPTIMO. ET. CHARISS. F. CVR. AN. 1554. 1. APRILIS.

### TumbaJana Podiebradowiczai Krystyny Szydłowieckiej
Kolejnym elementem mauzoleum jest renesansowy nagrobek, którego wykonanie w 1557 roku Oslewowi zlecił książę Jan po śmierci swej żony, Krystyny Szydłowieckiej. Do drugiej połowy XIX wieku nagrobek znajdował się przed ołtarzem głównym, aby później zostać przeniesiony do kaplicy Wirtembergów. Tumba przedstawia dwie leżące równolegle do siebie postacie. Pod nogami księcia znajduje się lwica, a pod księżną lew (do początku XX wieku zwierzęta były umieszczone odwrotnie, poprawnie). Na ścianach kamiennej skrzyni umieszczono napisy upamiętniające księcia i księżną oraz napis poetycki (dystych).
Herby
Umieszczone po stronie stóp pary książęcej:
- Anny żagańskiej matki Jana i żony Karola I; księstwa ziębicko-oleśnickiego (Podiebradów); babki Jana – Urszuli Brandenburskiej(inne języki) (1450–1508)[33].

Umieszczone po stronie głów pary książęcej:
- Krystyny Szydłowieckiej (czteropolowy)[34]; Izabeli sycylijskiej; Anny z Koldic (1405–1450); Salomei z Častolovic (Zastalowicz, 1426–1489)[33].

Herb Anny żagańskiej
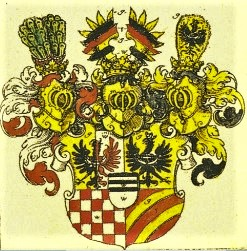
Herb księstwa ziębicko-oleśnickiego
Herb Urszuli Brandenburskiej(inne języki) (pole)
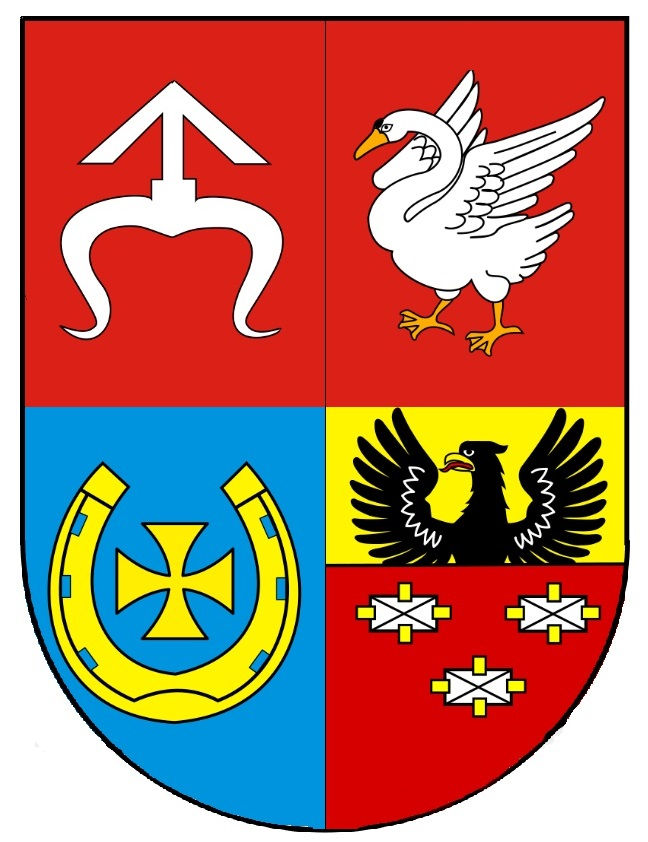
Herb Krystyny Szydłowieckiej
Herb Izabeli sycylijskiej
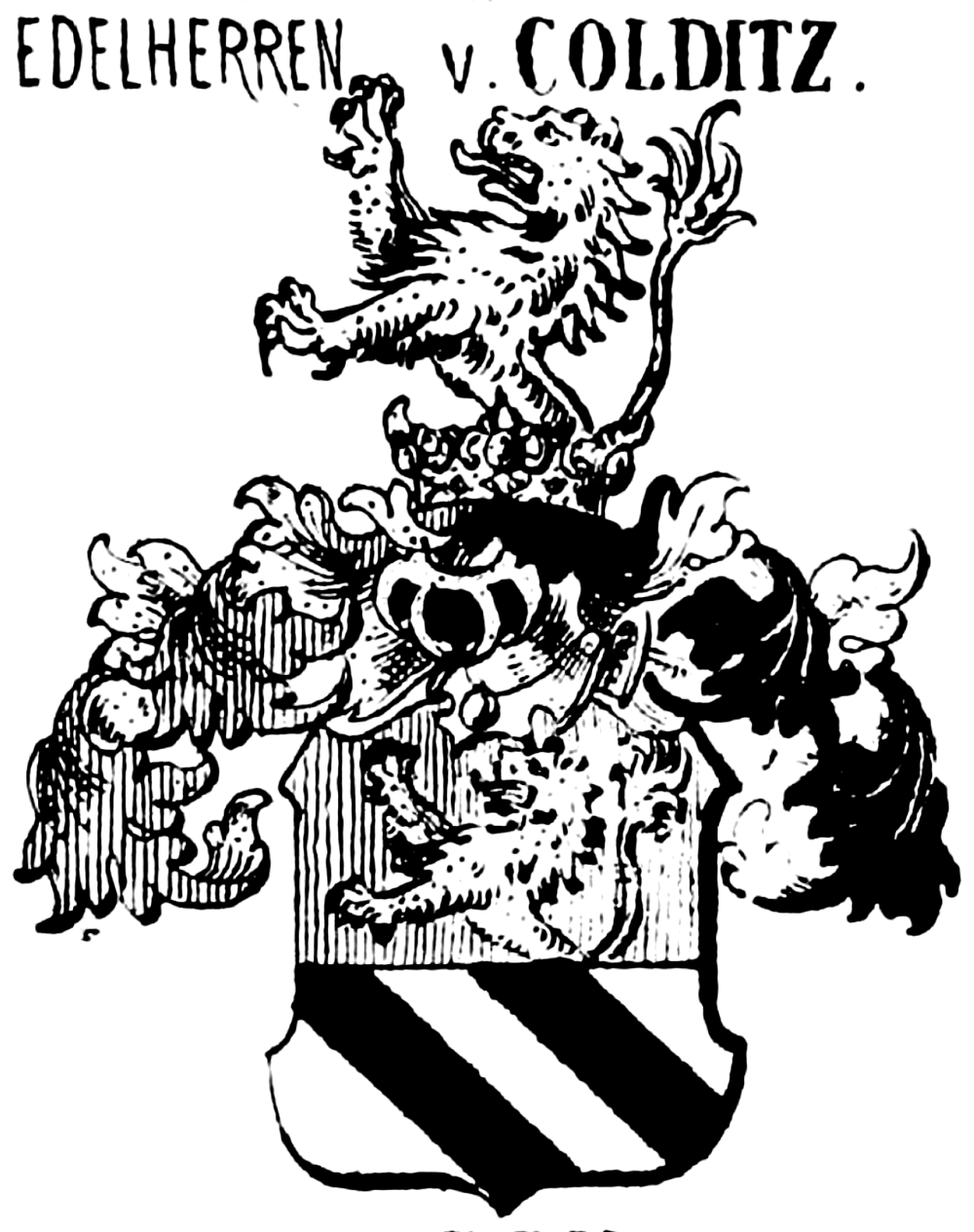
Herb Anny z Koldic
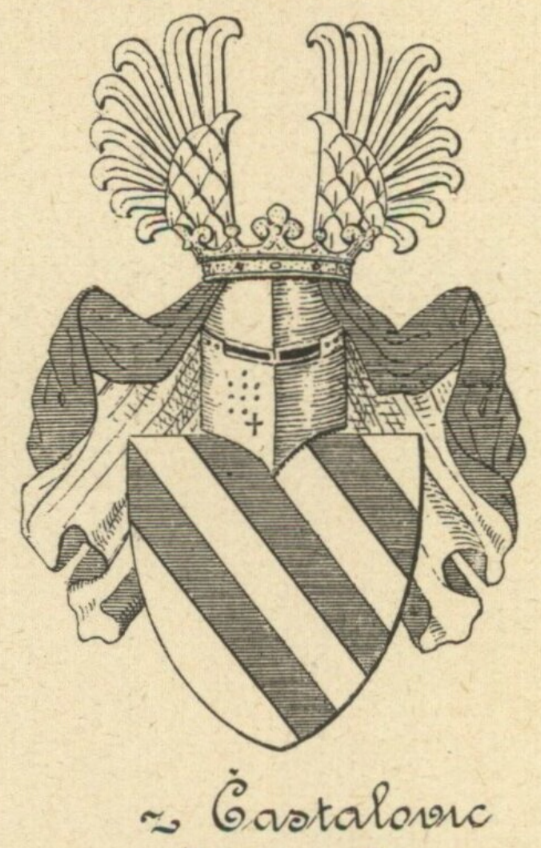
Herb Salomei z Častolovic

Umieszczone po stronie księcia Jana: 
- Kunegundy ze Šternberka, żony króla Czech Jerzego; prababki Małgorzaty Badeńskiej; praprababki Anny z Vartemberka (ur. 1402); prapraprababki Urszuli z Lotaryngii i prapraprababki Anny z Wildhardiz(inne języki)[33].

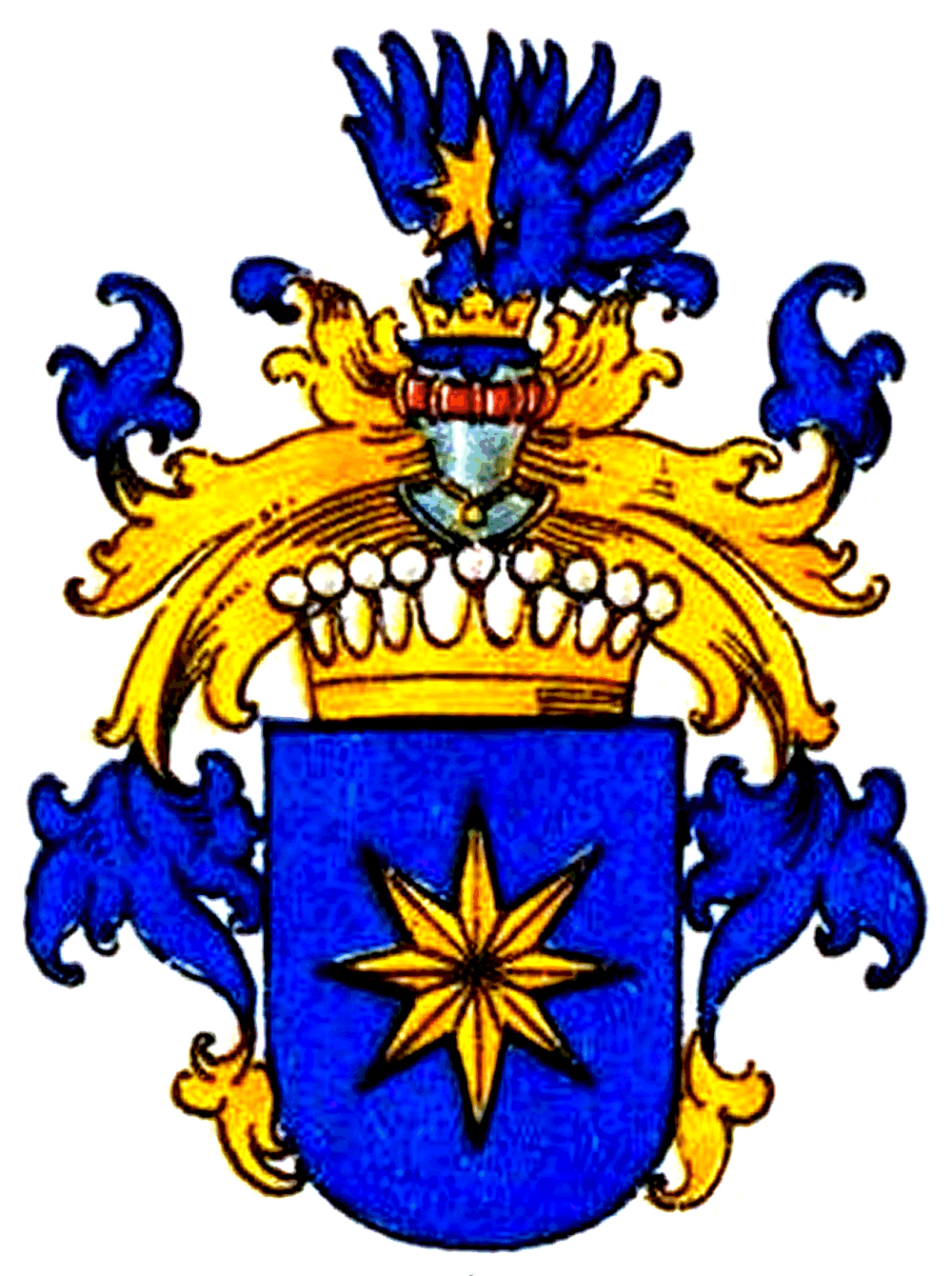
Herb Kunegundy z Šternberka
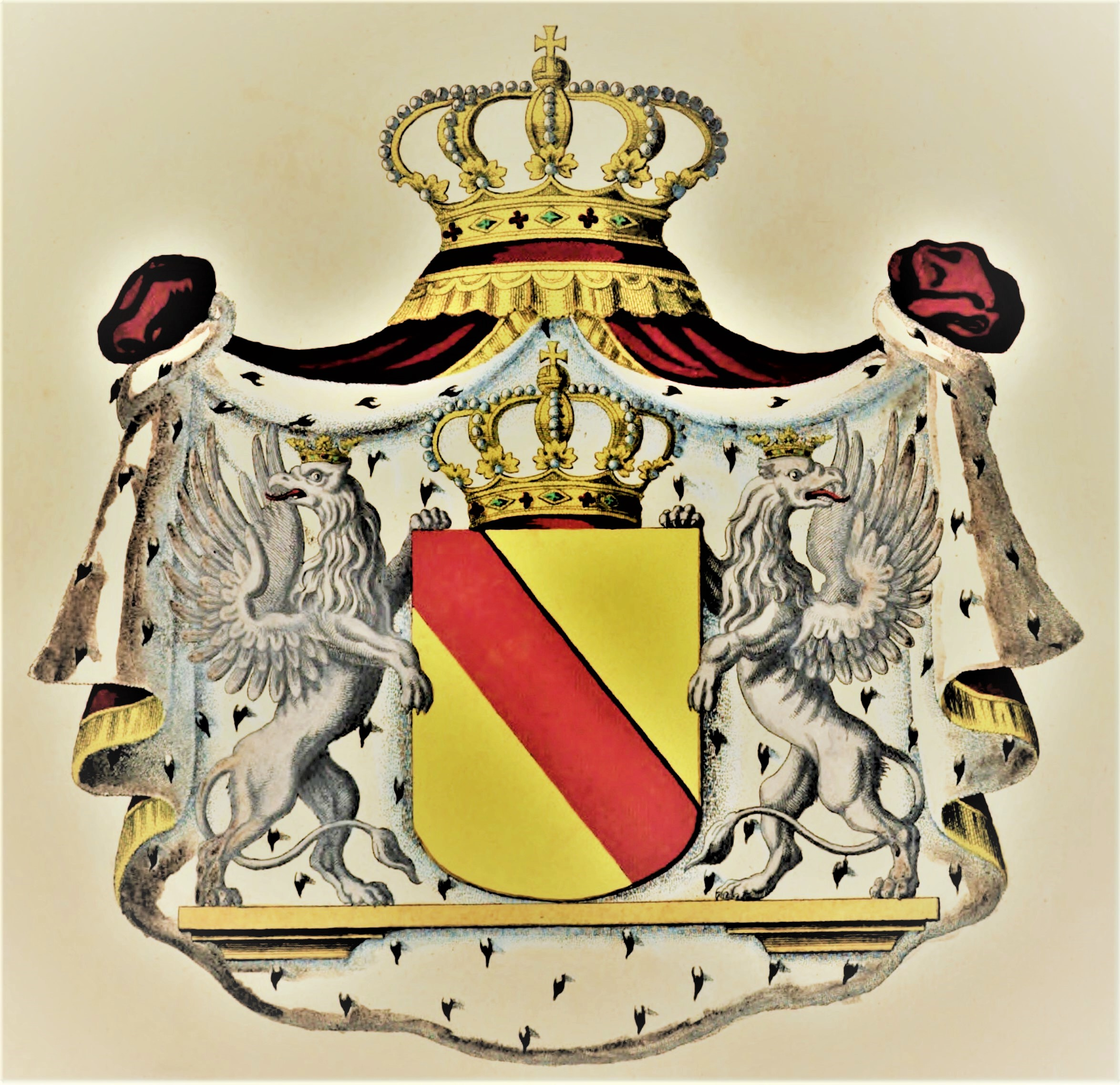
Herb Małgorzaty Badeńskiej (odmiana)
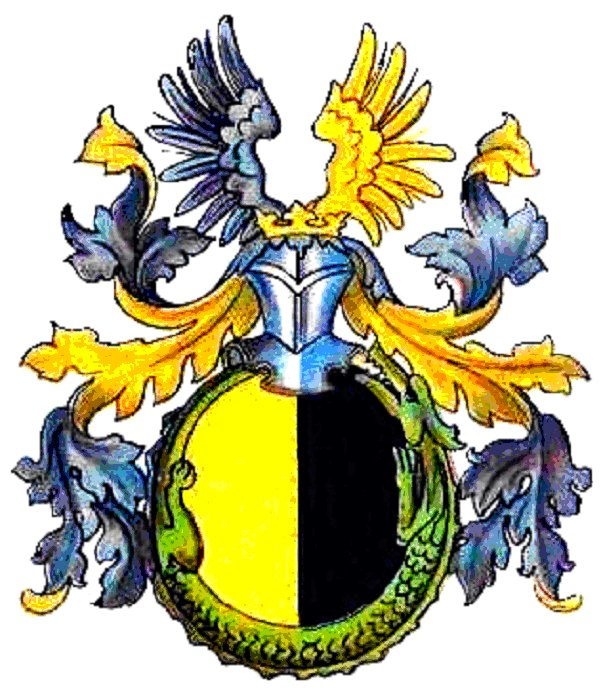
Herb Anny z Vartemberka
Herb Urszuli z Lotaryngii
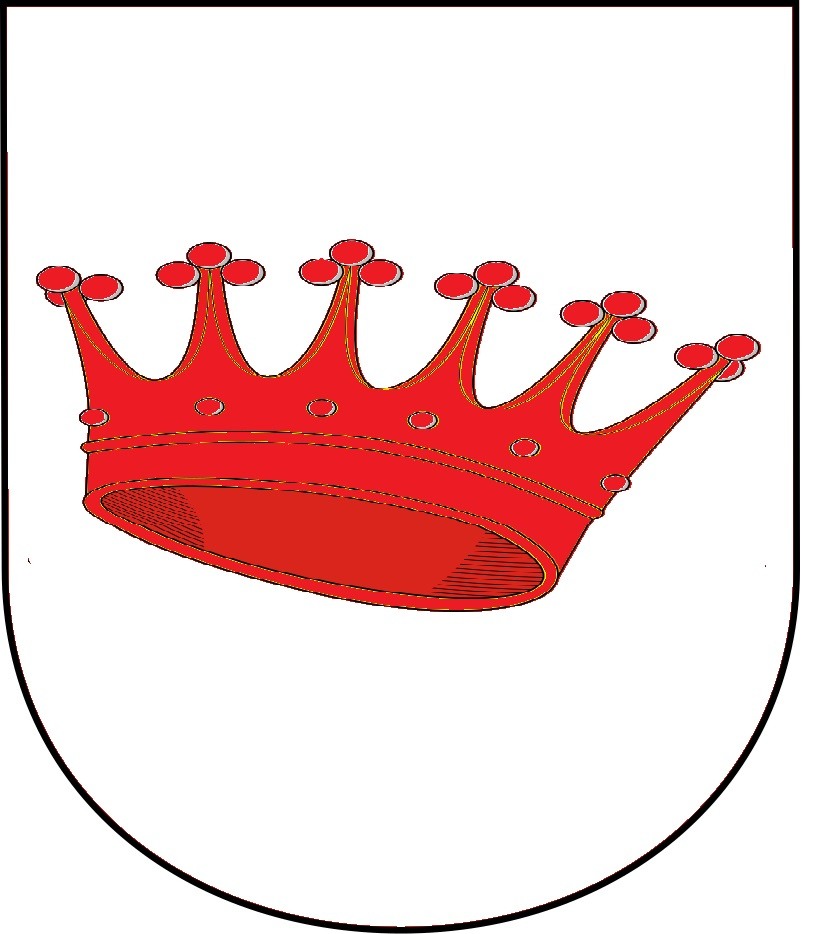
Herb Anny z Wildhardiz
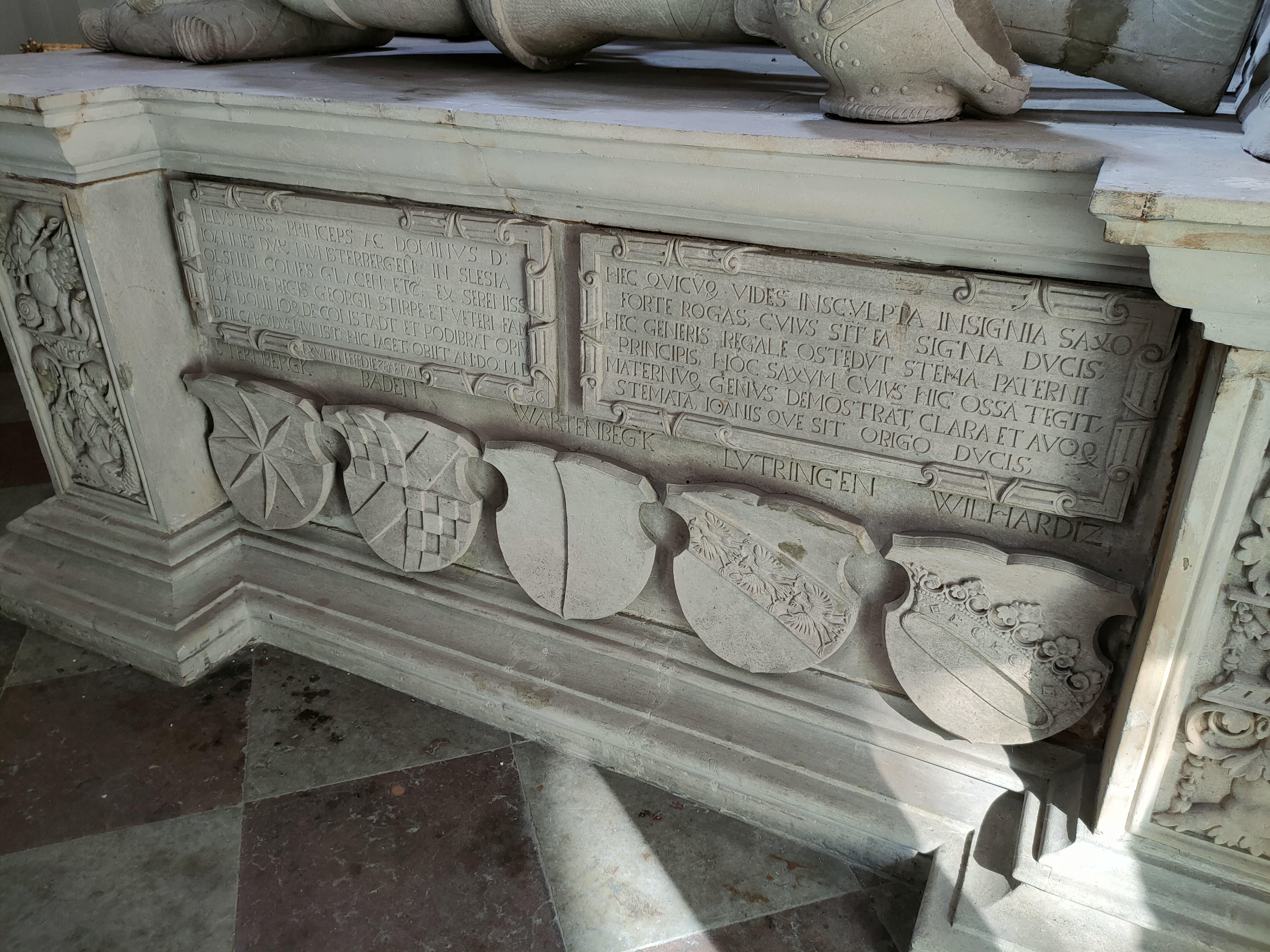
Fragment tumby księcia Jana

Umieszczone po stronie księżnej Katarzyny: 
- Katarzyny ziębickiej (1390–1422), Katarzyny opawskiej, Anny z Turyngii, Scholastyki saskiej i Eufemii bytomskiej[33].

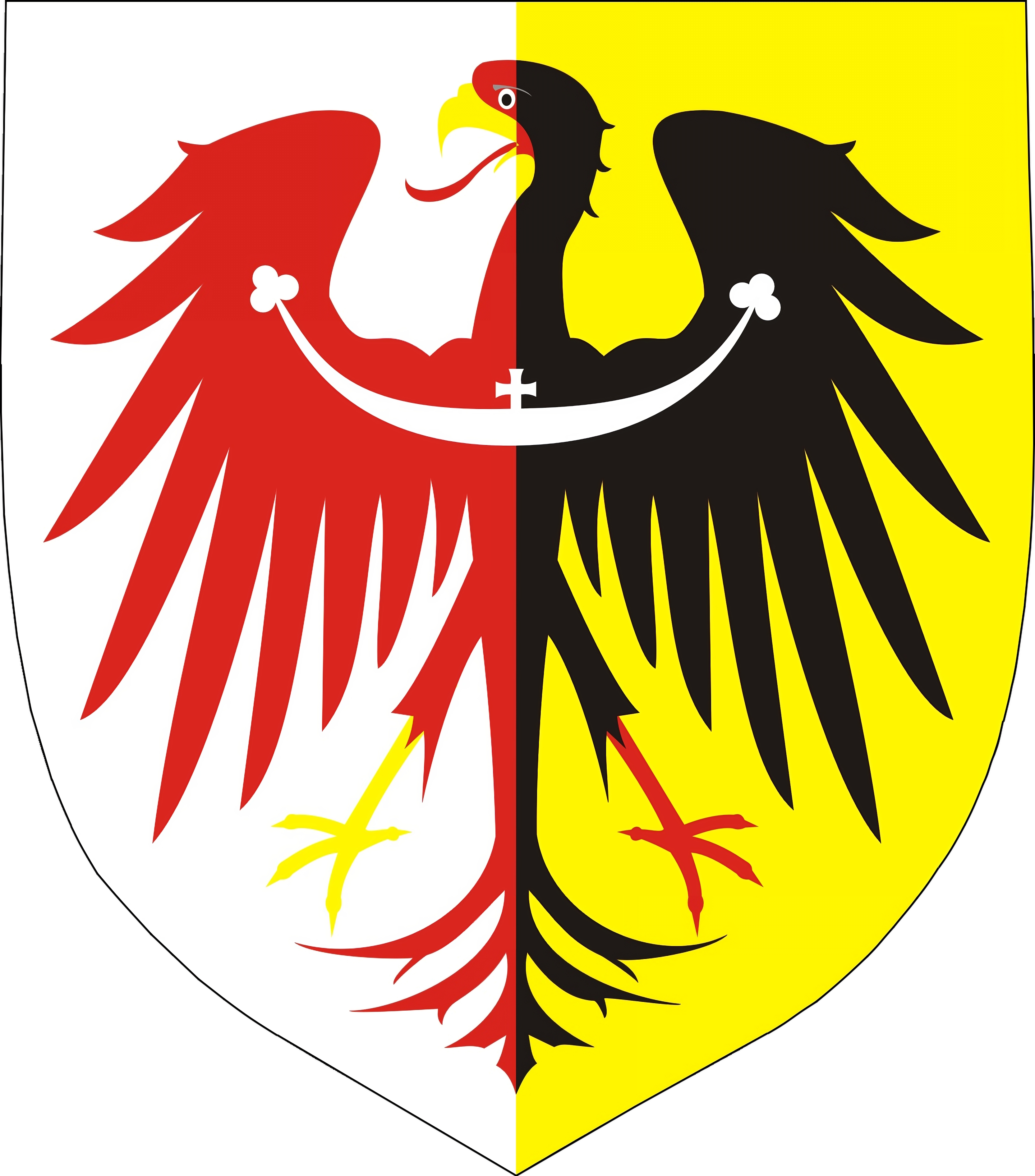
Herb Katarzyny ziębickiej
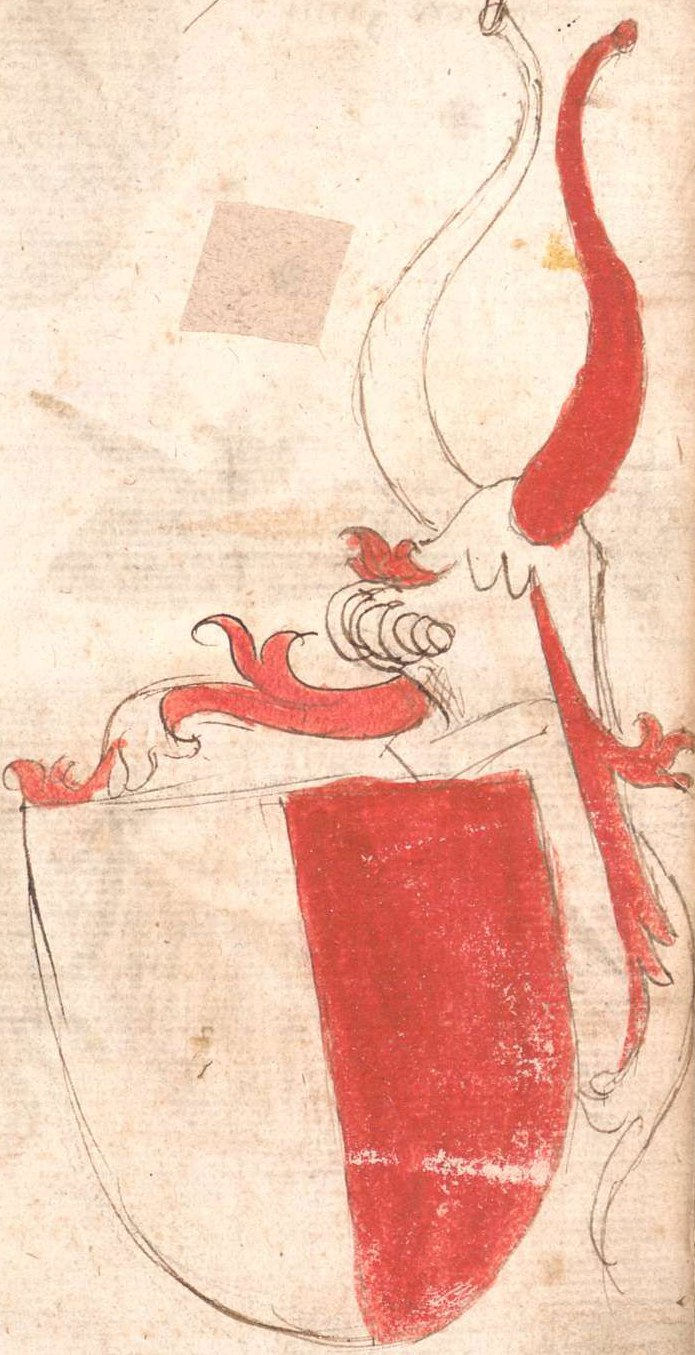
Herb Katarzyny opawskiej
Herb Anny z Turyngii
Herb Scholastyki saskiej
Herb Eufemii bytomskiej
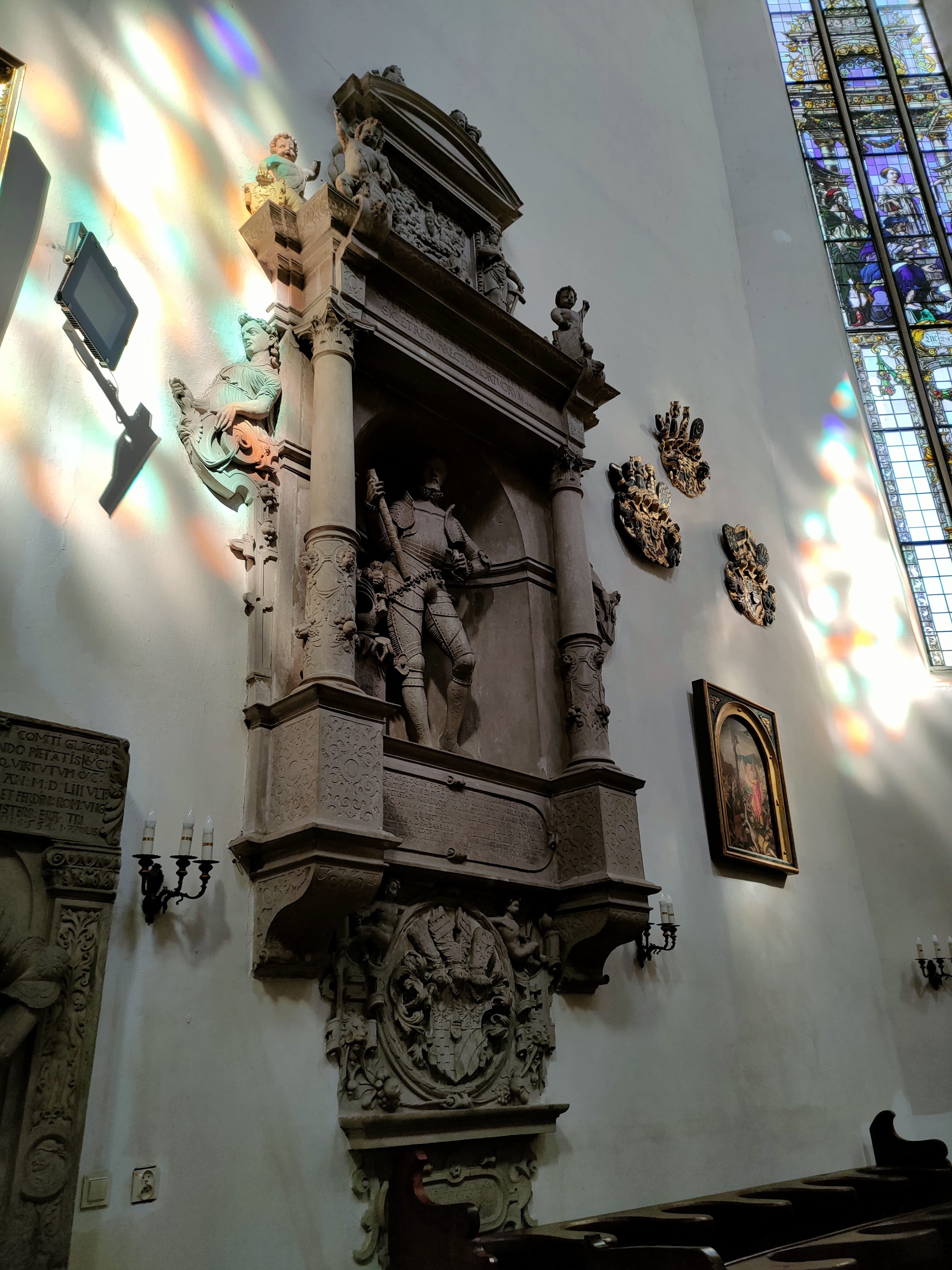
Nagrobek Karola Krzysztofa (opis ↓)

Na północnej ścianie prezbiterium, po prawej stronie od płyty Jerzego II, znajduje się nagrobek księcia Karola Krzysztofa Podiebradowicza. Został wykonany w 1579 roku i ufundowała go Barbara von Biberstein, wnuczka Karola I. Pośrodku niszy nagrobka znajduje się naturalnej wielkości postać księcia w zbroi. Nisza po obu stronach posiada kolumny trzymające nadbudówkę z aniołami i relief ze sceną zmartwychwstania Jezusa. Na fryzie nadbudówki umieszczono fragment Pierwszego Listu do Koryntian. W dolnej części nagrobka znajduje się herb księstwa.

### Wirtembergowie
W związku z brakiem miejsca na dalsze pochówki w krypcie Podiebradów książę Chrystian Ulryk I w 1698 roku rozpoczął budowę kaplicy rodowej dla Wirtembergów. W 1700 roku skończono przedsięwzięcie. Kaplica została dobudowana do kościoła od strony południowej i przylega do prezbiterium. Od razu złożono w niej 13 rodzinnych sarkofagów, które do tej pory znajdowały się w krypcie Podiebradów. W 1761 roku przeprowadzono ostatni pochówek w krypcie – Karola Fryderyka. Łącznie w krypcie znalazły się 24 sarkofagi. 15 z nich jest metalowych, w tym dwa unikalne – cynowe (Sylwiusza Nimroda i Elżbiety Marii), natomiast dziewięć drewnianych.
W 1952 roku kryptę zamknięto na stałe. W 2003 roku nastąpiło otwarcie krypty, drewniane trumny zabezpieczono przed dalszym niszczeniem i przeprowadzono remont jej ścian. W 2022 roku otwarto złocony i polichromowany sarkofag księcia Sylwiusza Nimroda, uważany za zabytek sepulkralny klasy europejskiej. Nosił on ślady włamania. W środku znaleziono buty i jedwabne szaty. Sarkofag został przekazany do renowacji i jeszcze w tym samym roku firma A.T. Pracownia Konserwacji Zabytków Agnieszki i Tomasza Trzosów zakończyła nad nim prace. W 2023 roku przeprowadzono prace renowacyjne i konserwatorskie sarkofagu Elżbiety Marii, z którego wydobyto kosztowności i elementy ubioru .

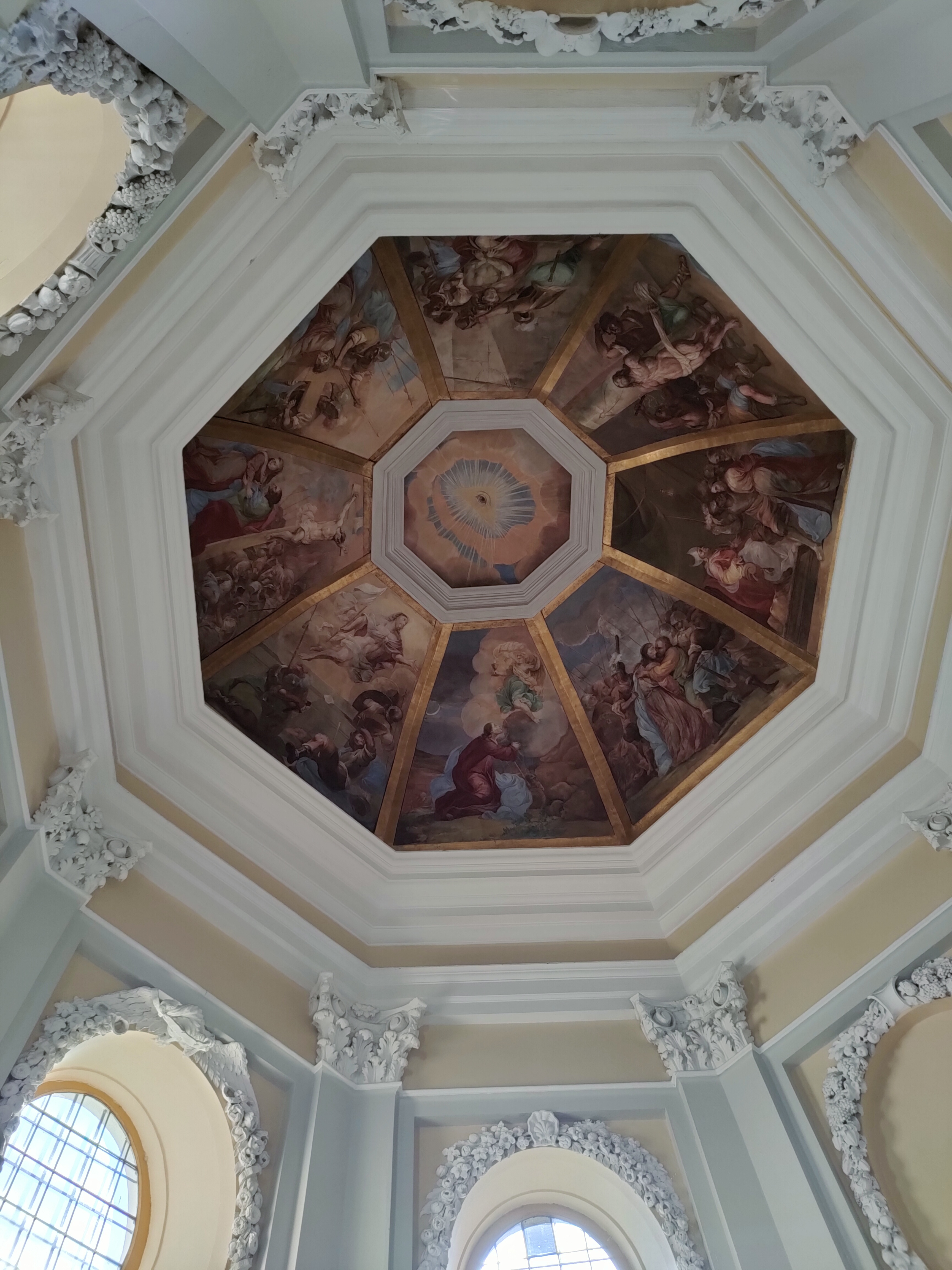
Sklepienie kaplicy
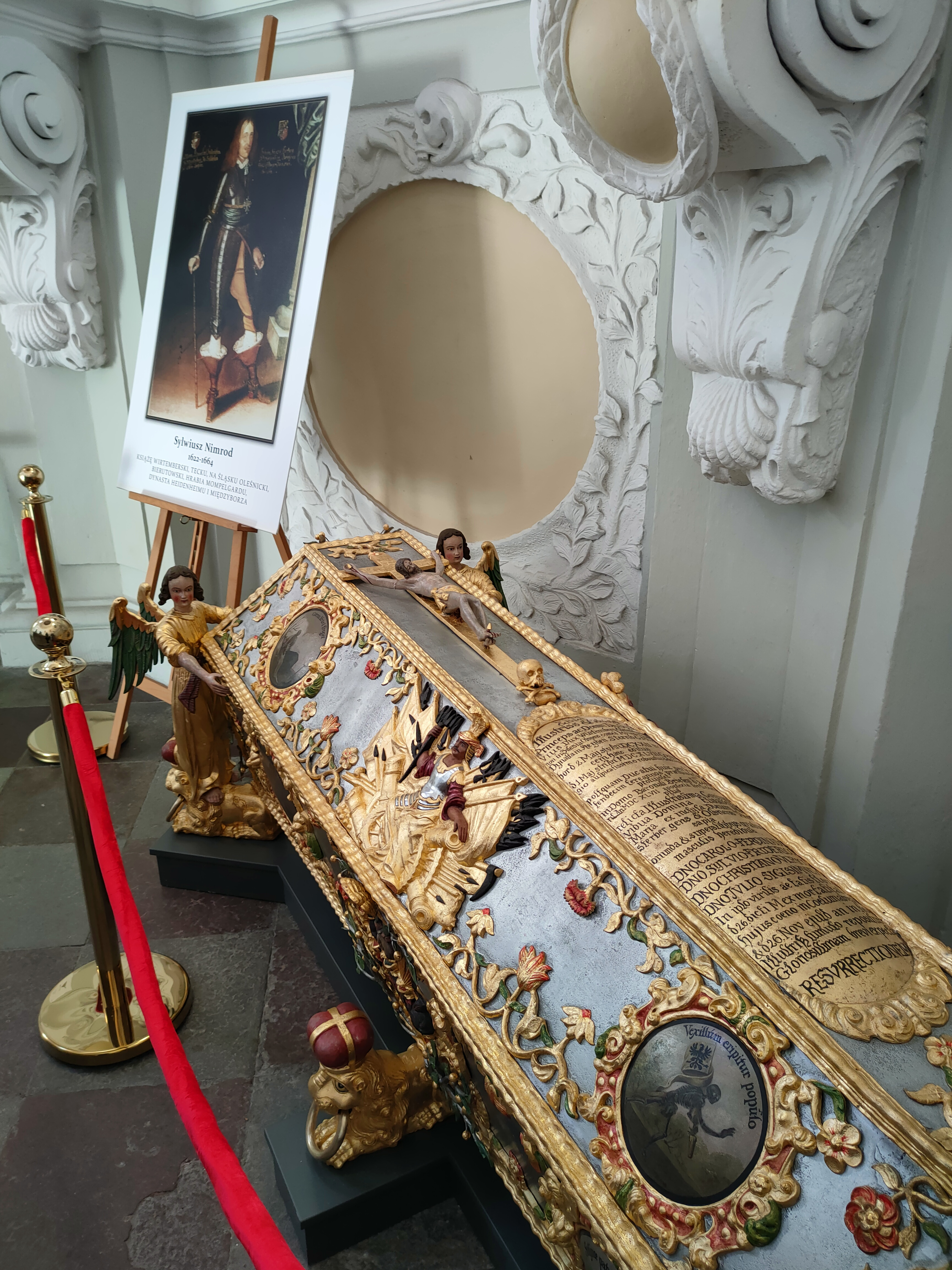
Odnowiony sarkofag Sylwiusza Nimroda
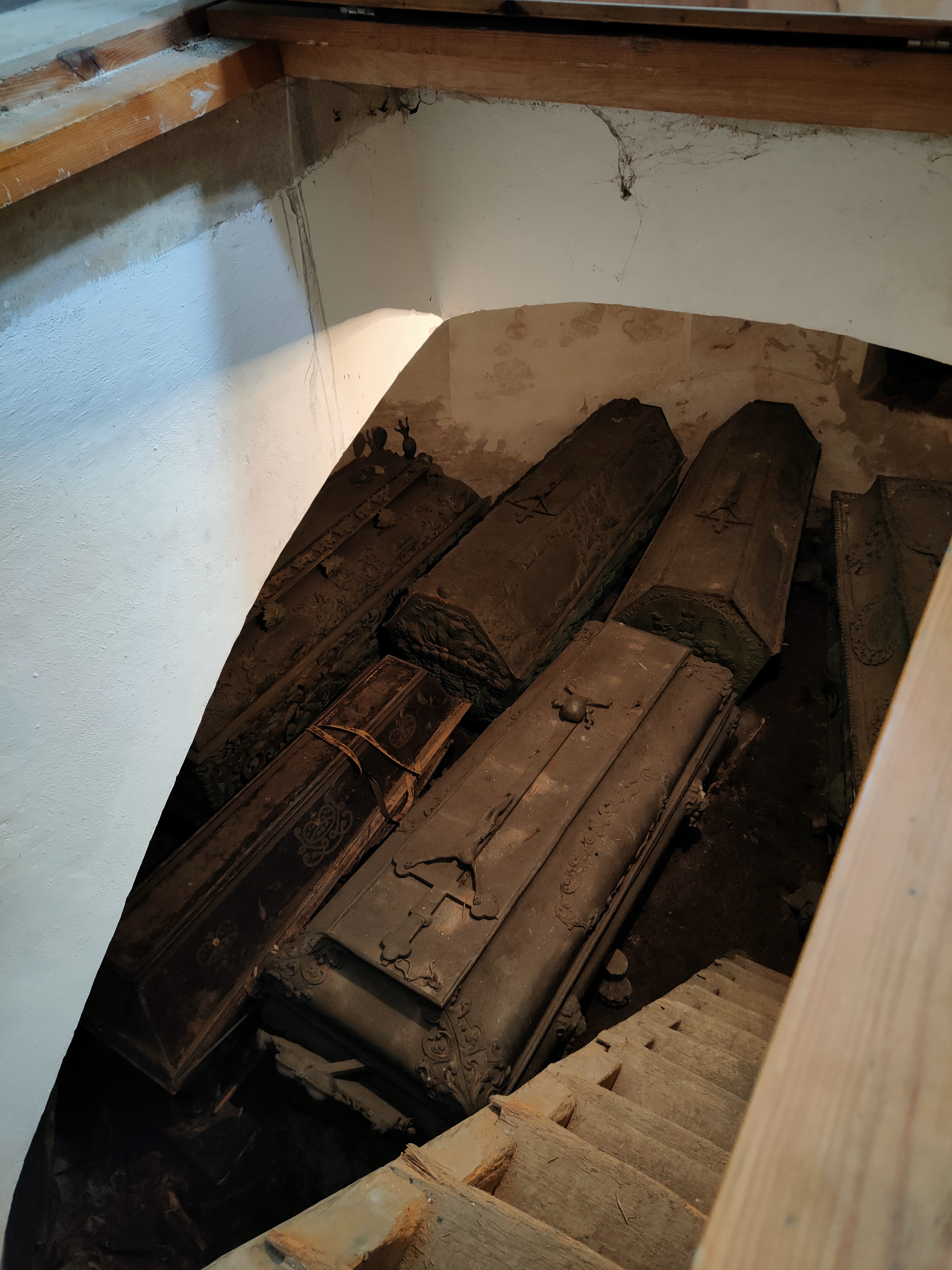
Wnętrze krypty
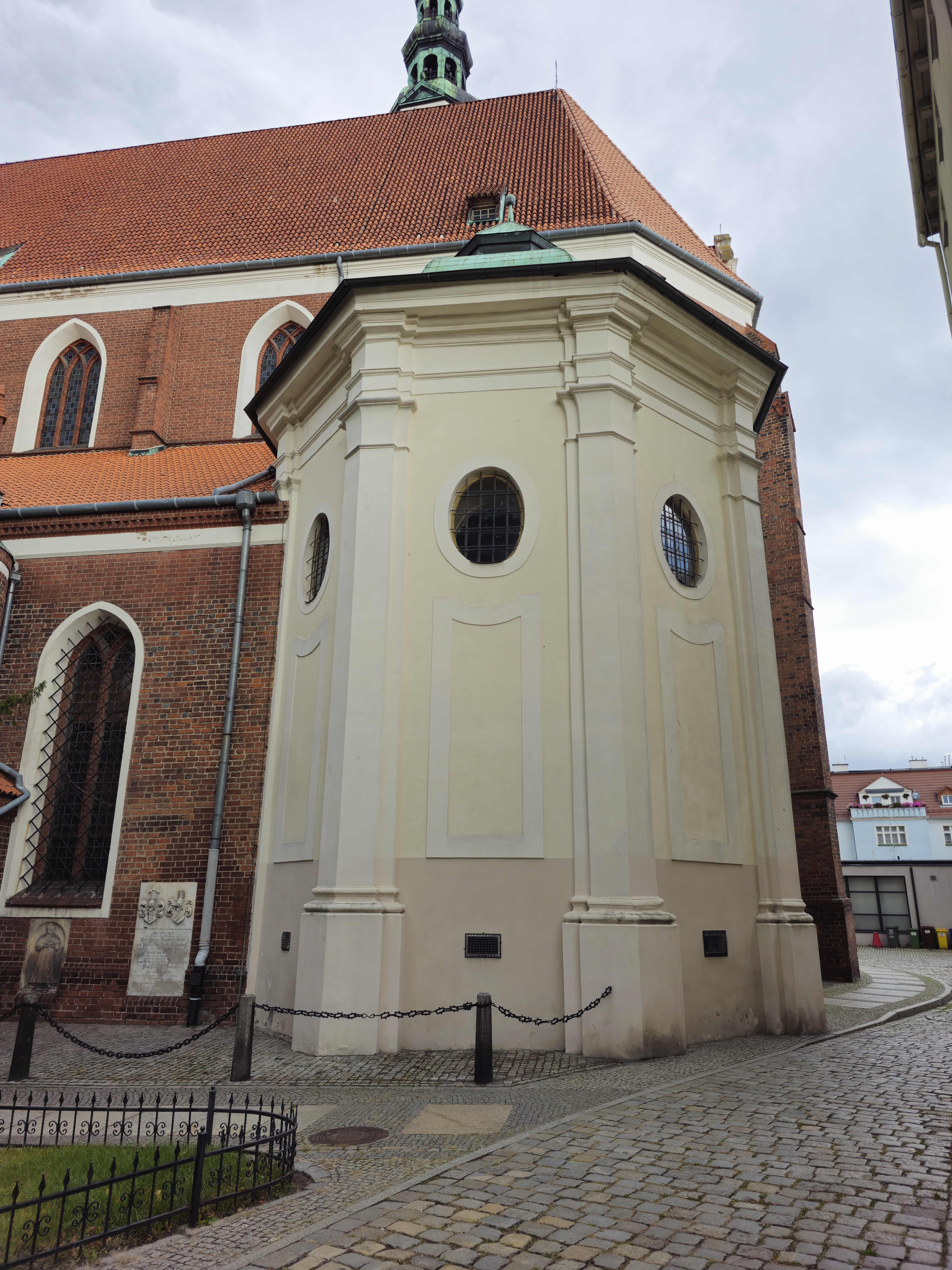
Kaplica Wirtembergów z zewnątrz
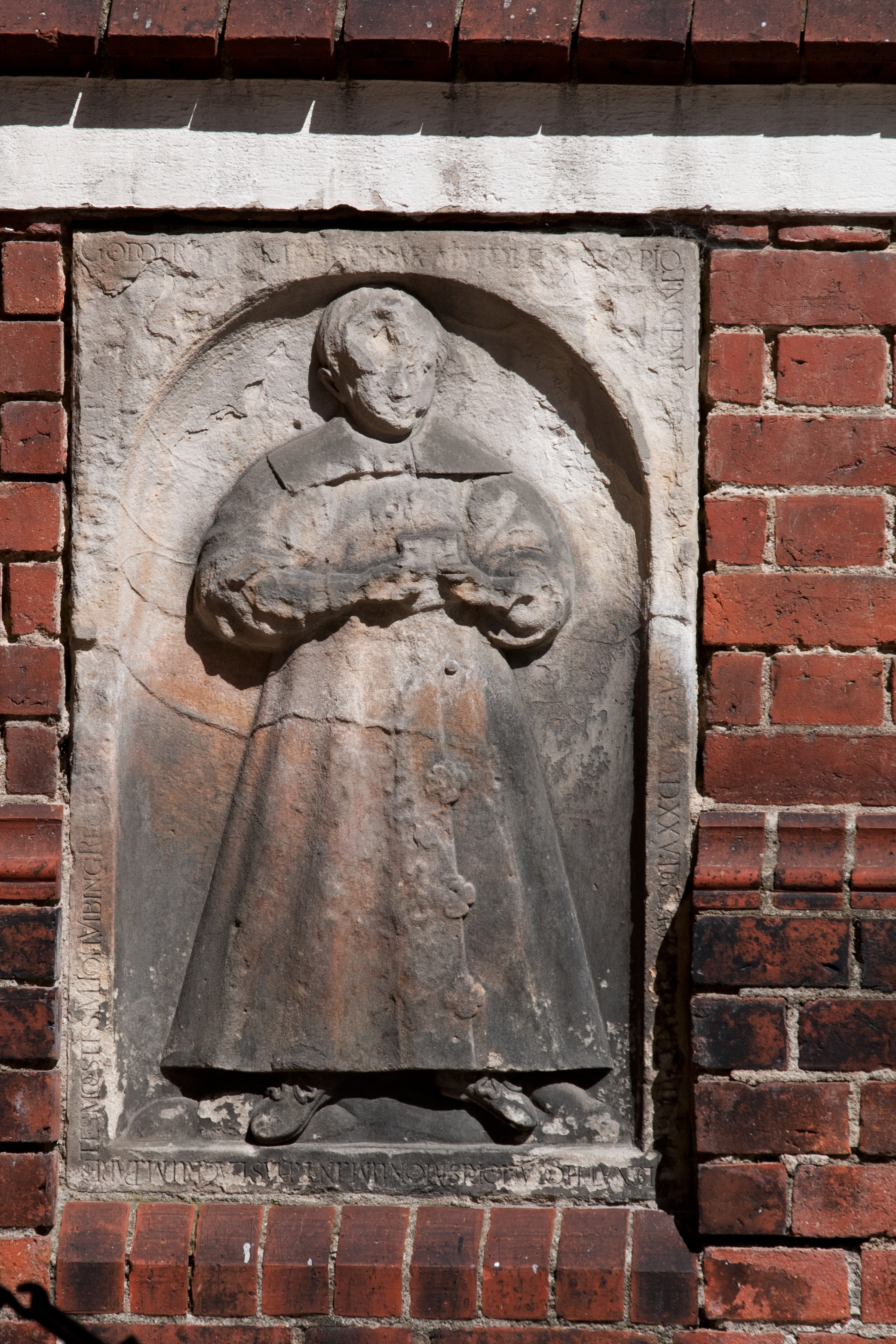
Płyta nagrobna w murze bazyliki
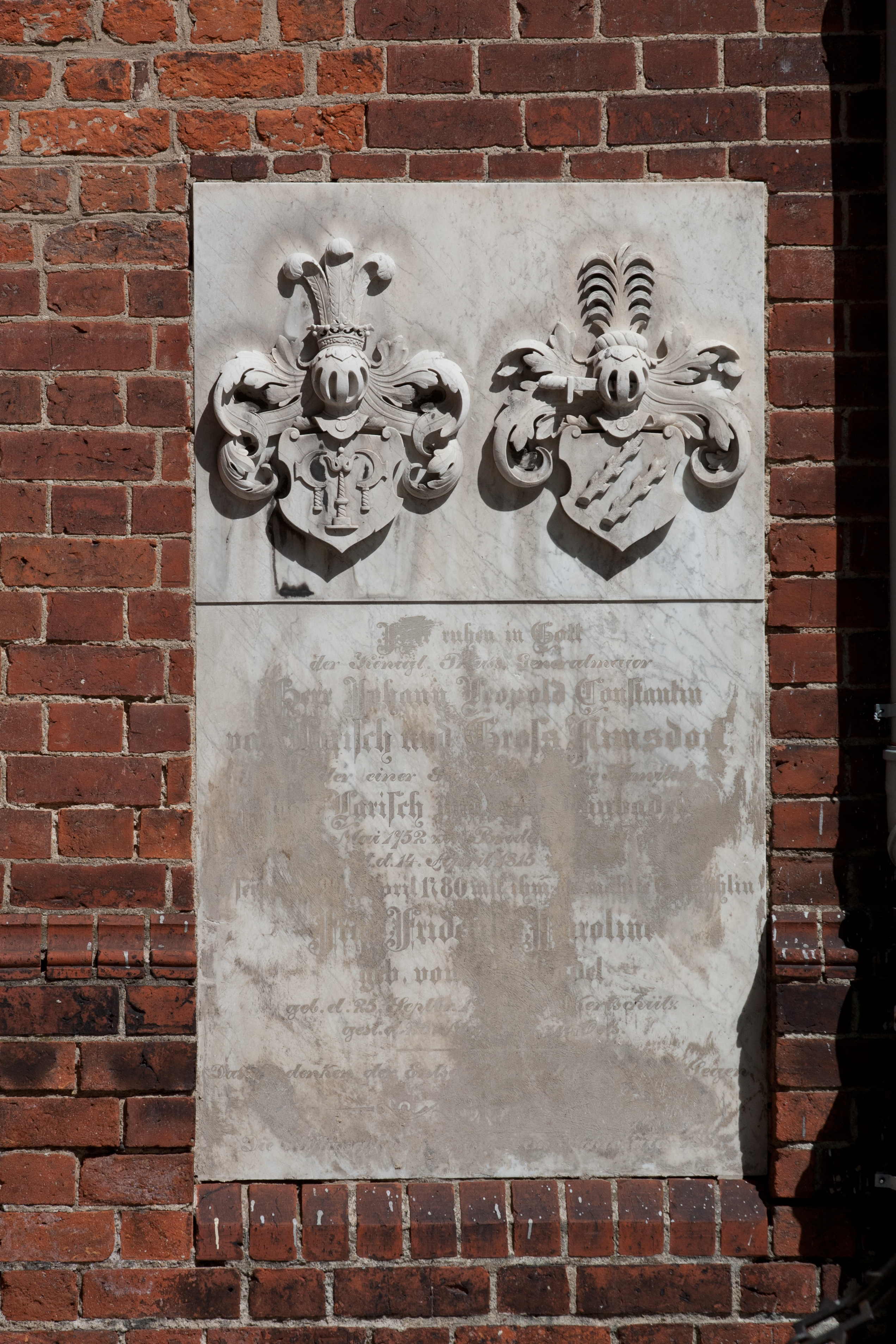
Płyta nagrobna w murze bazyliki

## Galeria

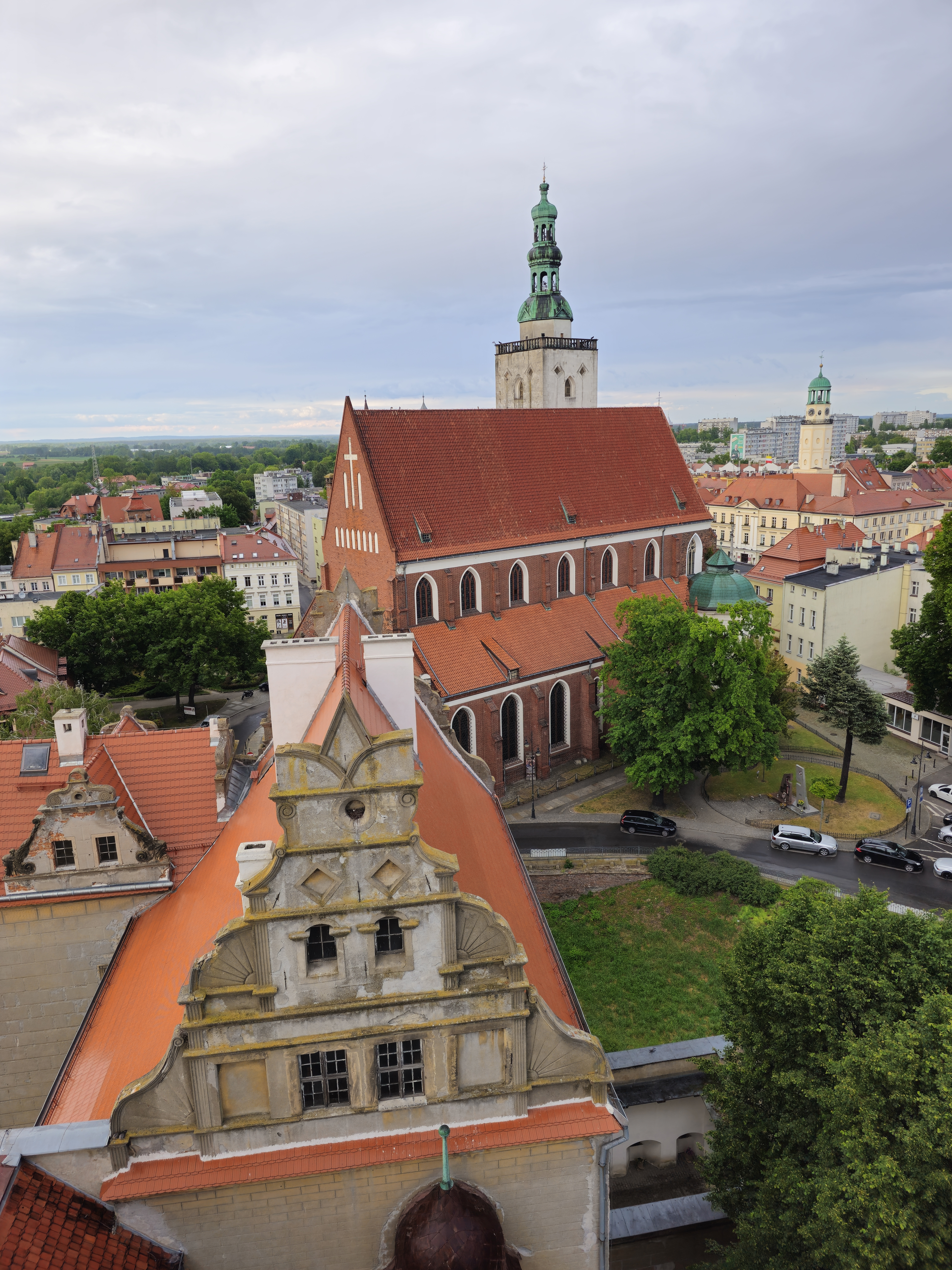
Widok z wieży na Pałac Wdów i bazylikę
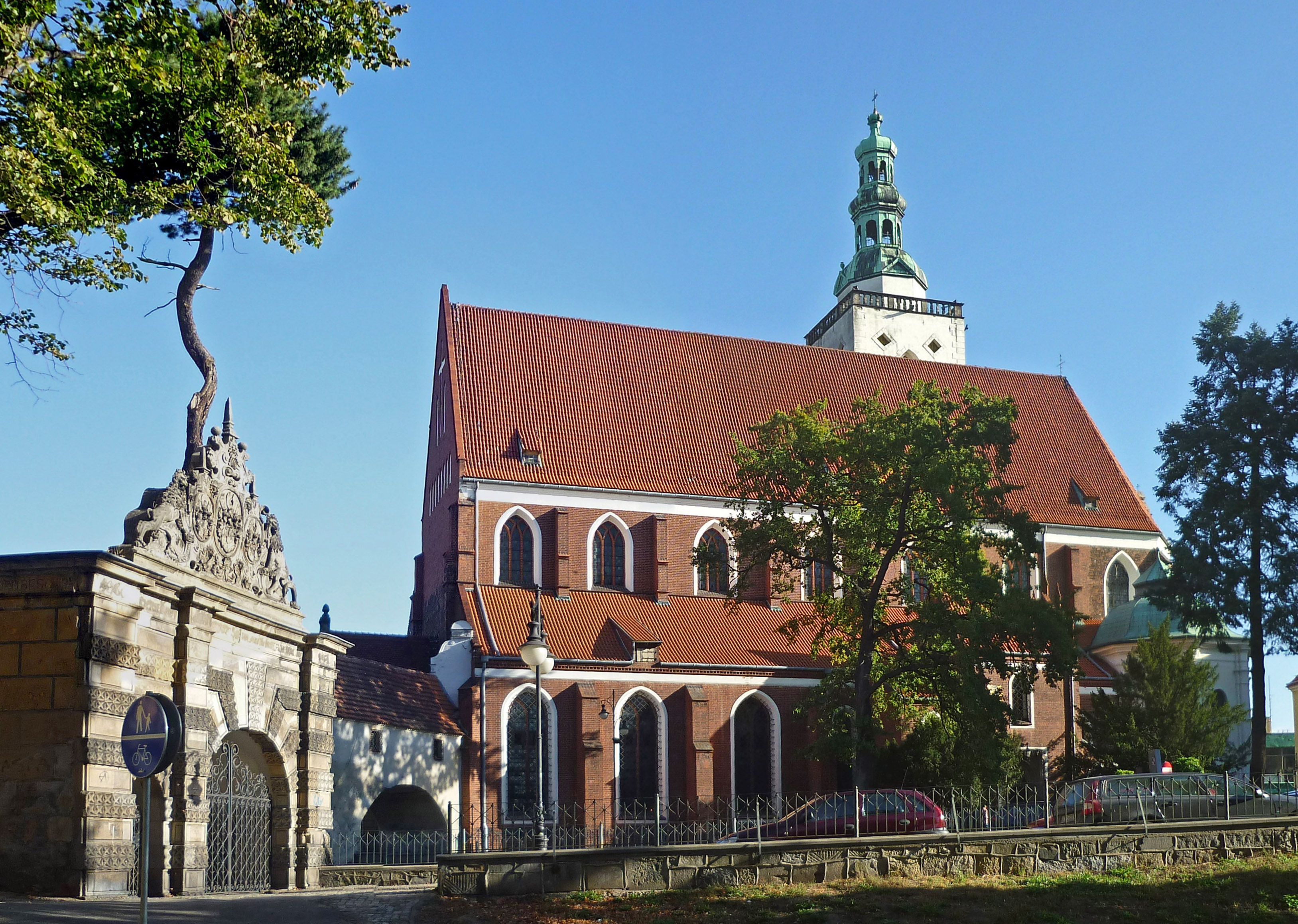
Widok od strony południowej
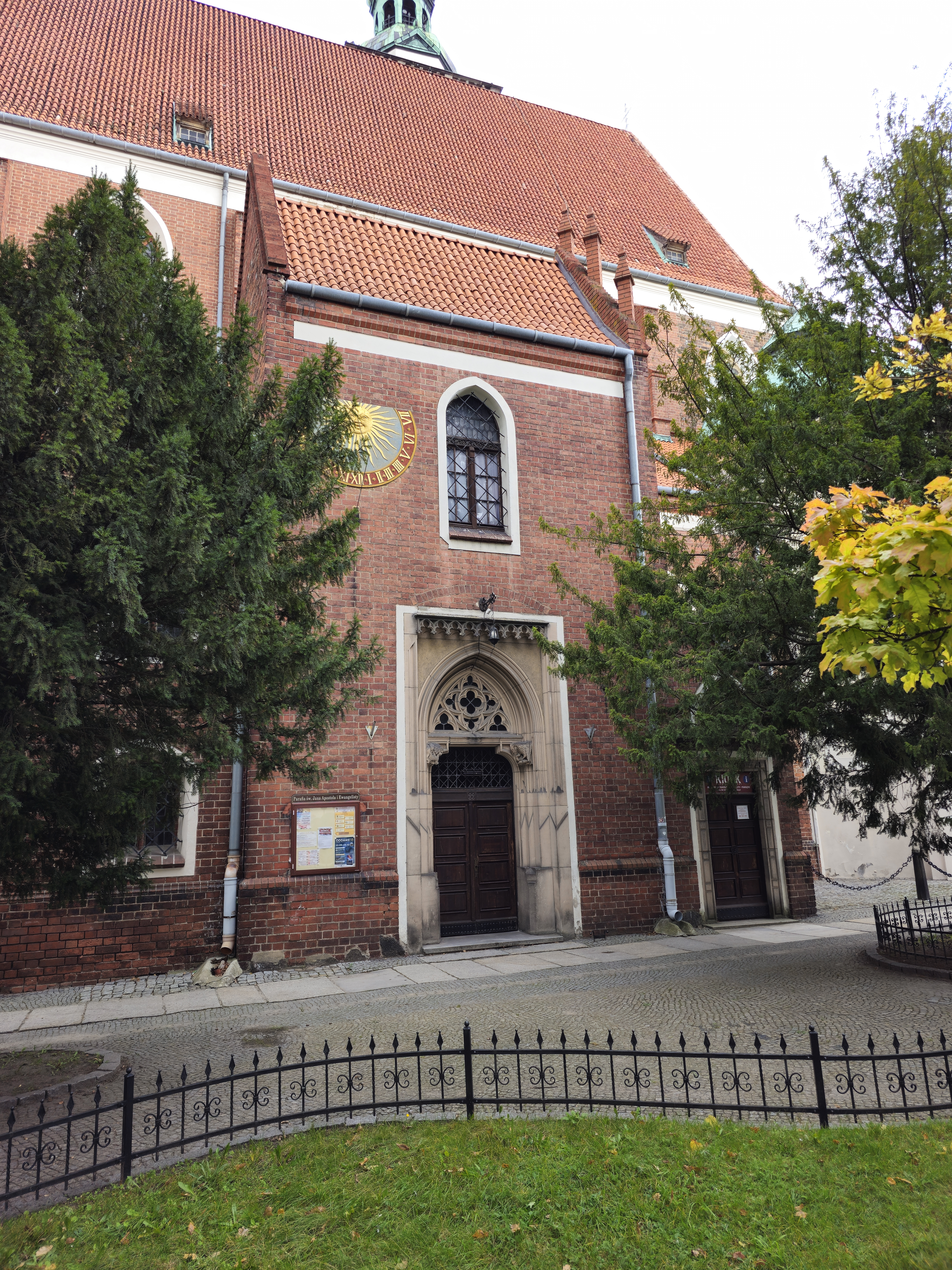
Kruchta południowa
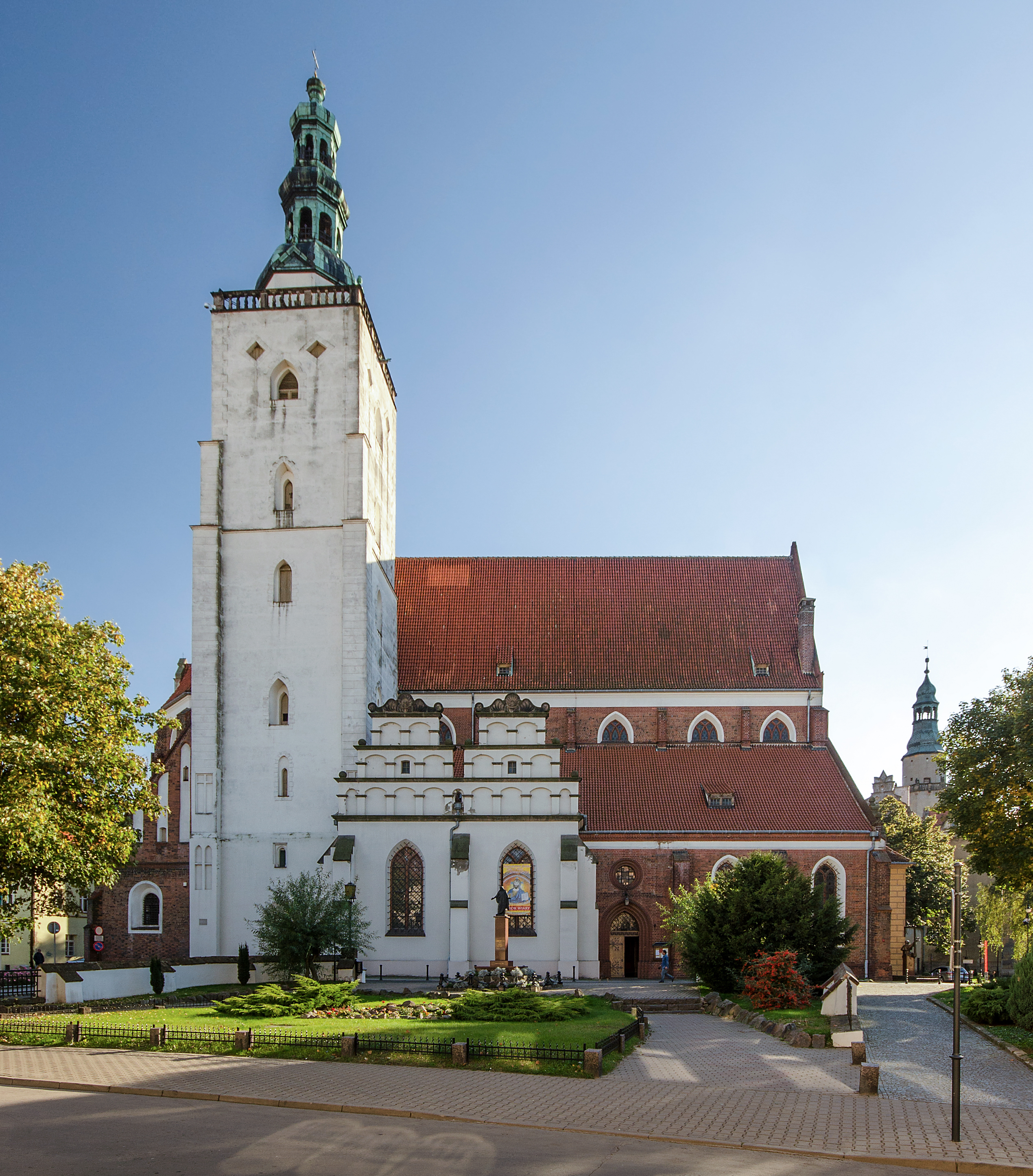
Widok od strony północnej
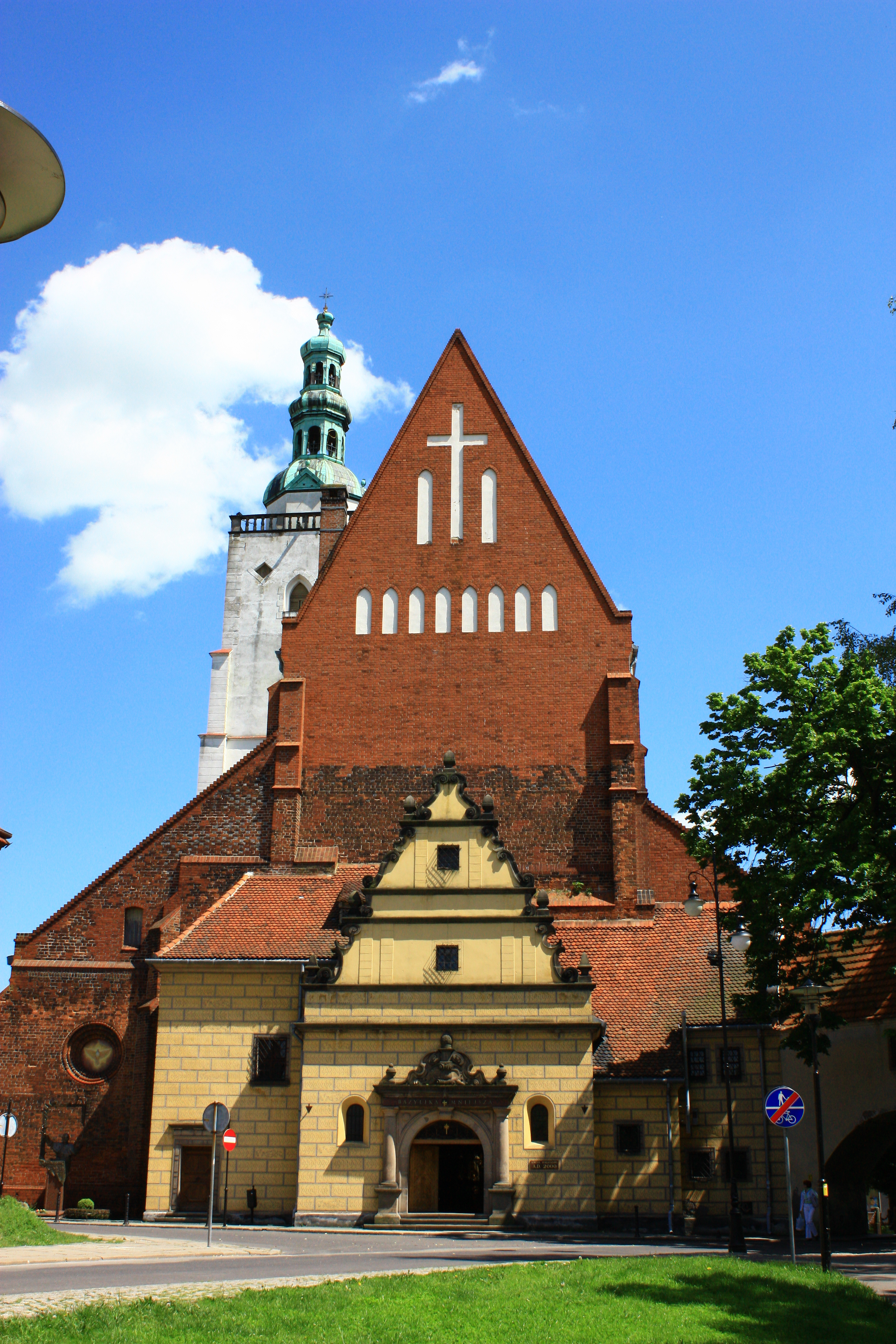
Widok od zachodu
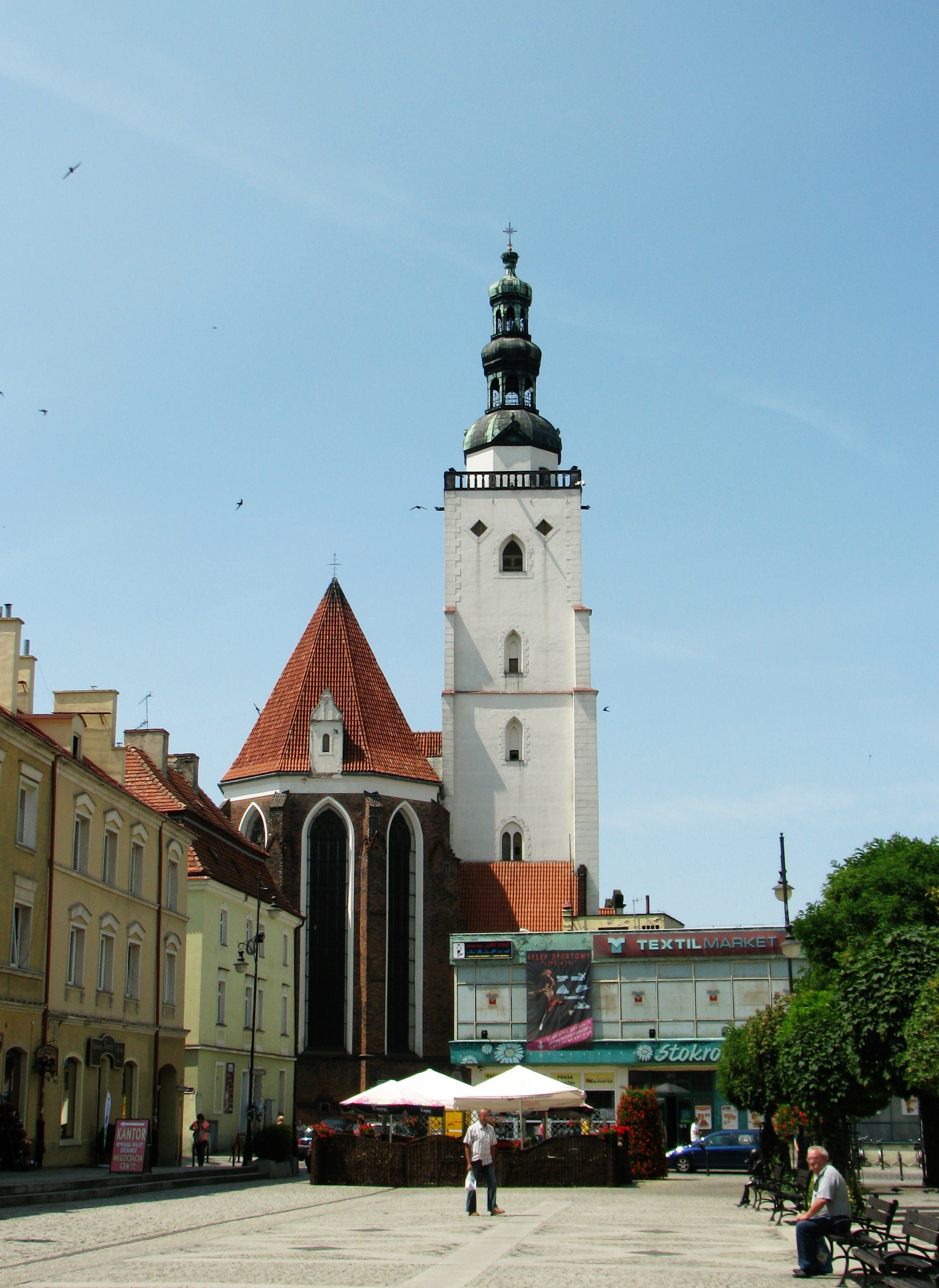
Widok od wschodu na prezbiterium i wieżę
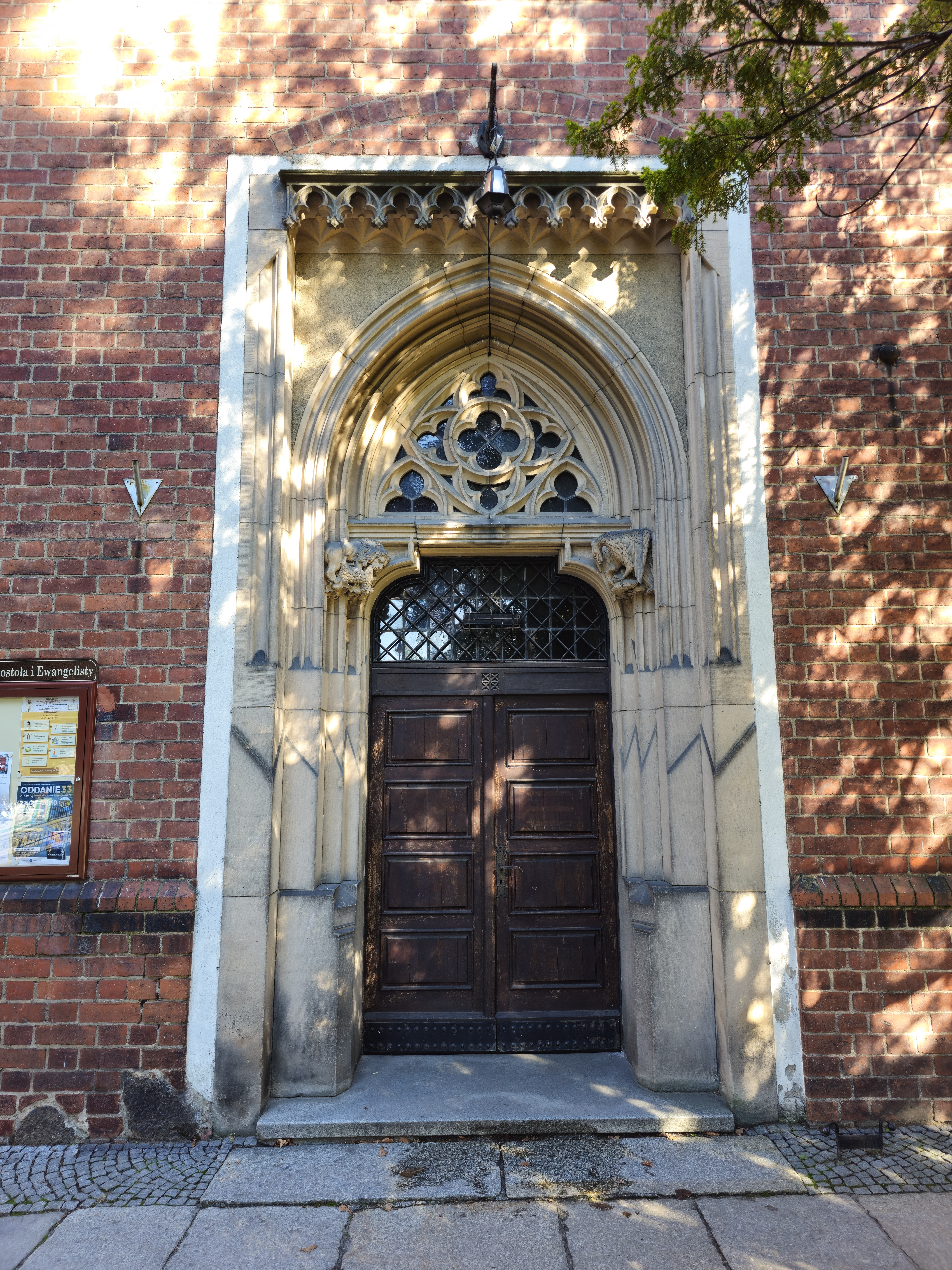
Portal wejściowy do kruchty południowej
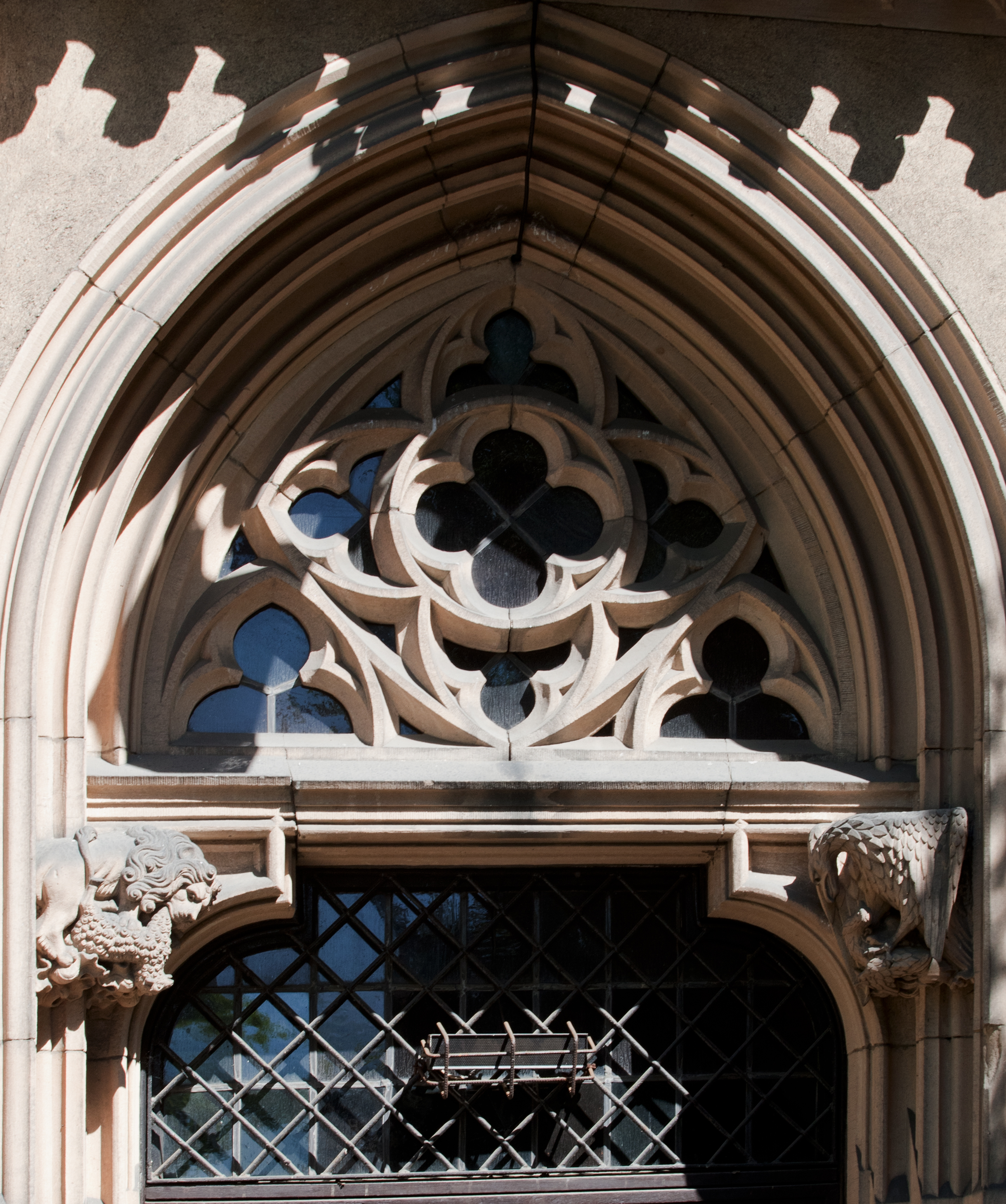
Ozdobny portal
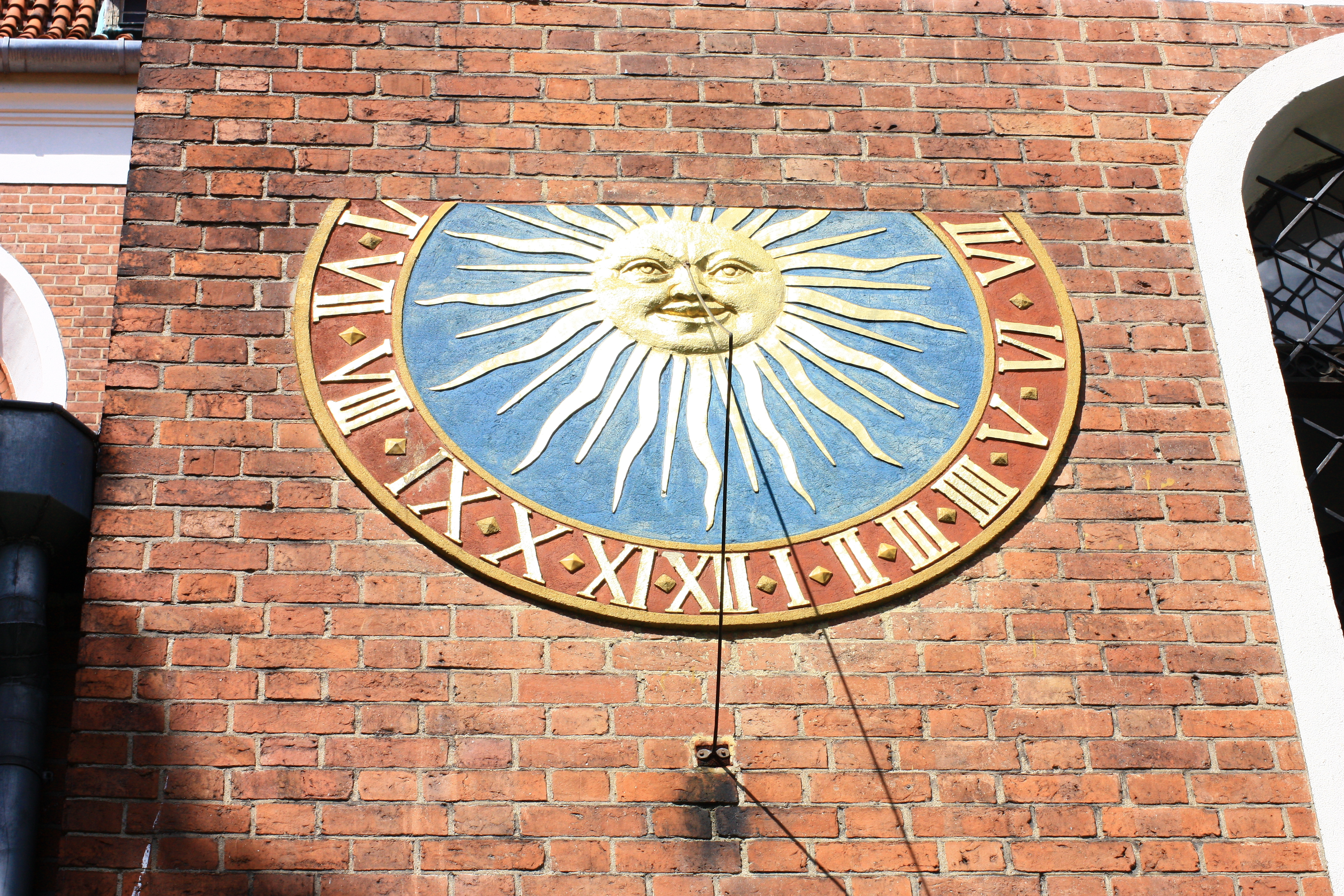
Zegar słoneczny na elewacji południowej
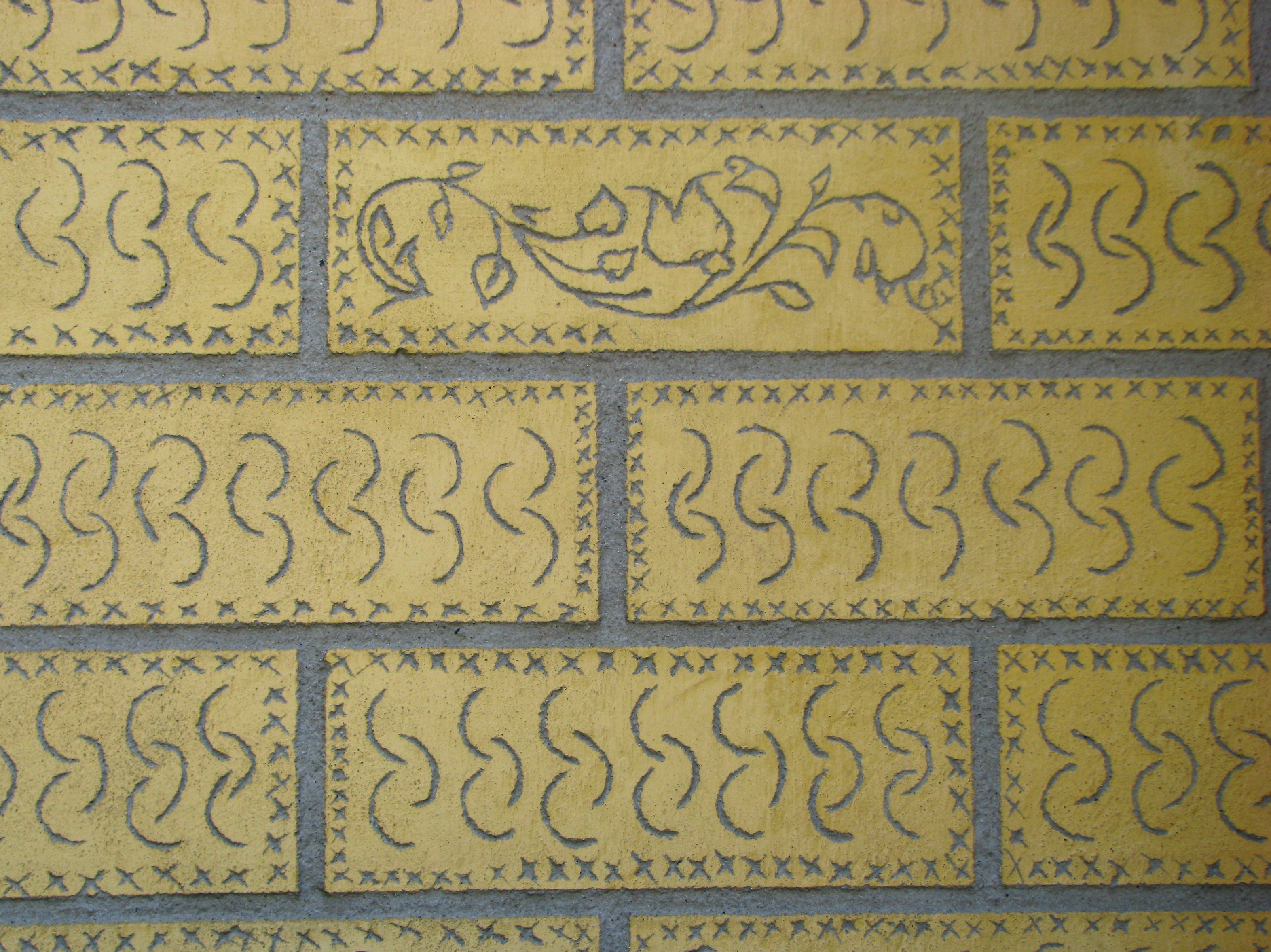
Elewacja sgraffitowa kruchty zachodniej
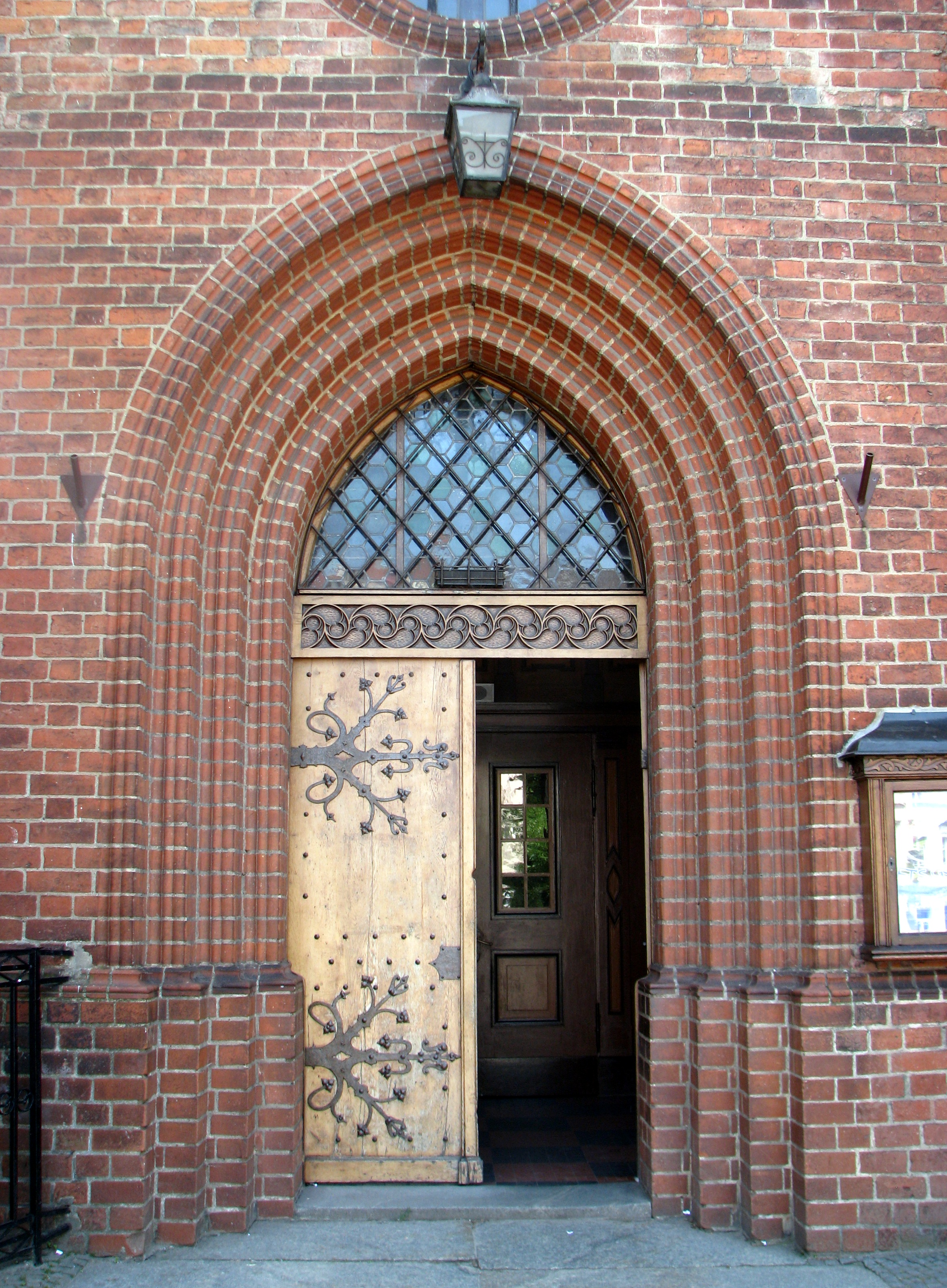
Wejście do kruchty północnej
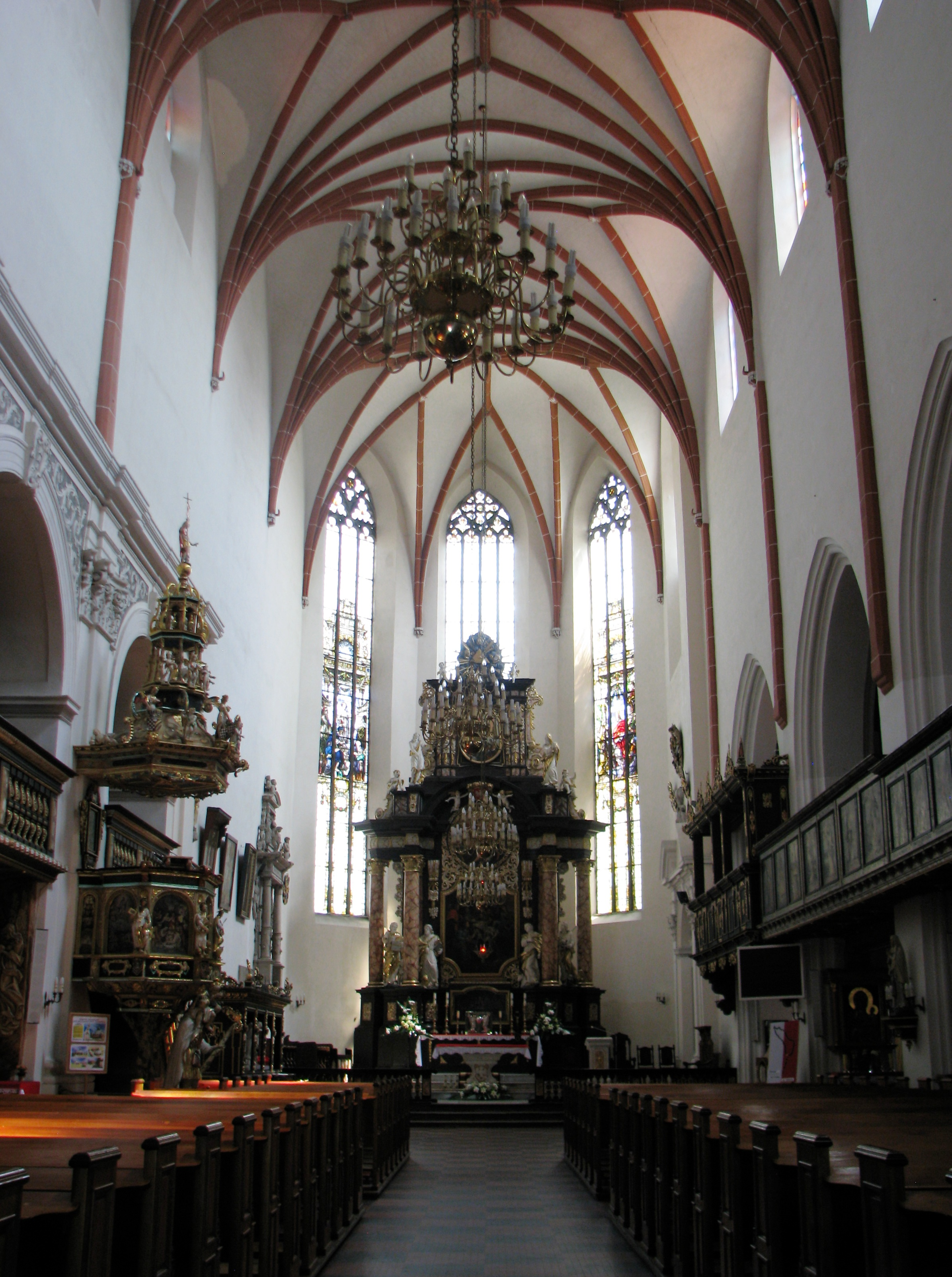
Wnętrze bazyliki
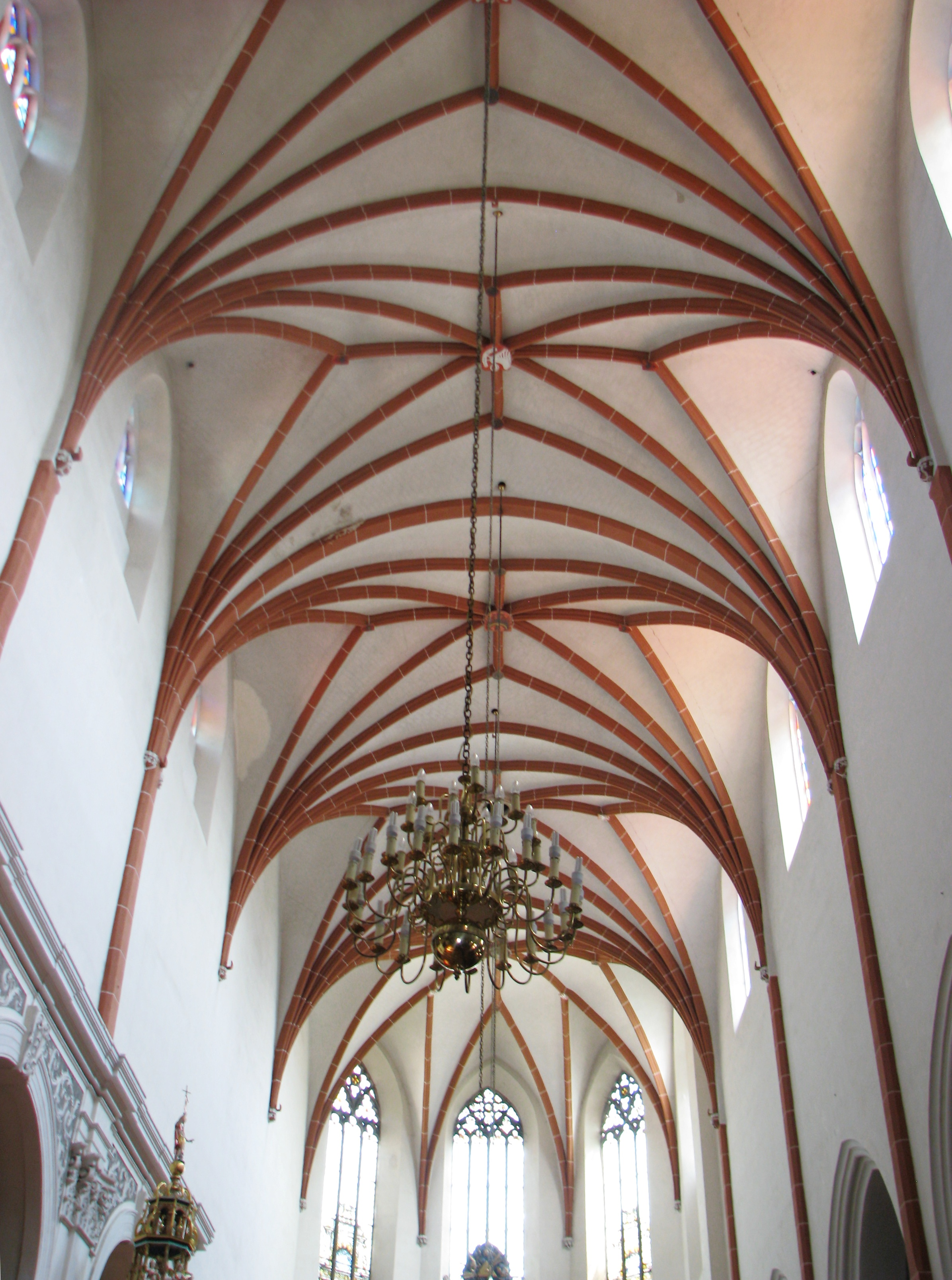
Sklepienie nawy głównej
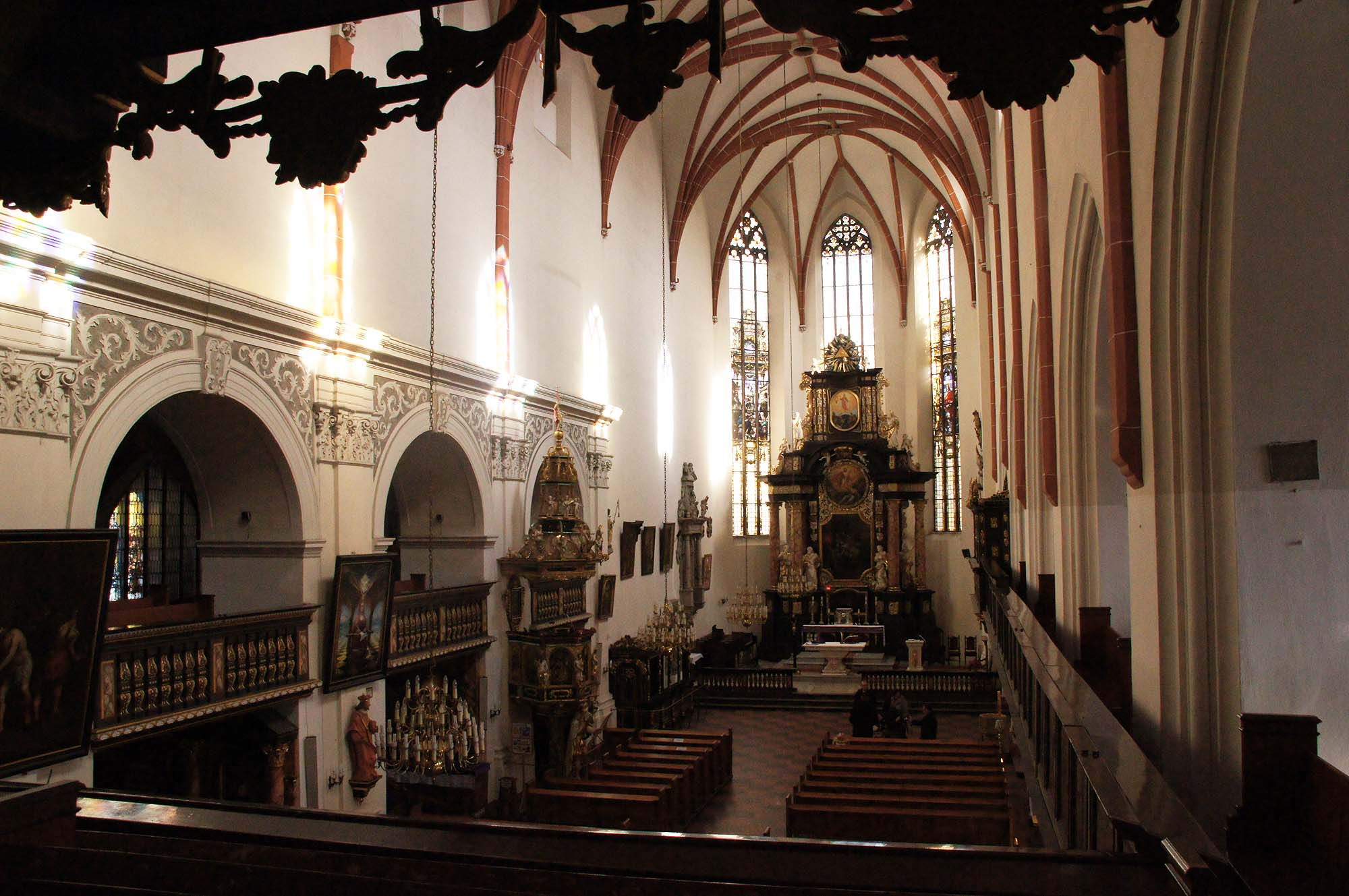
Wnętrze bazyliki
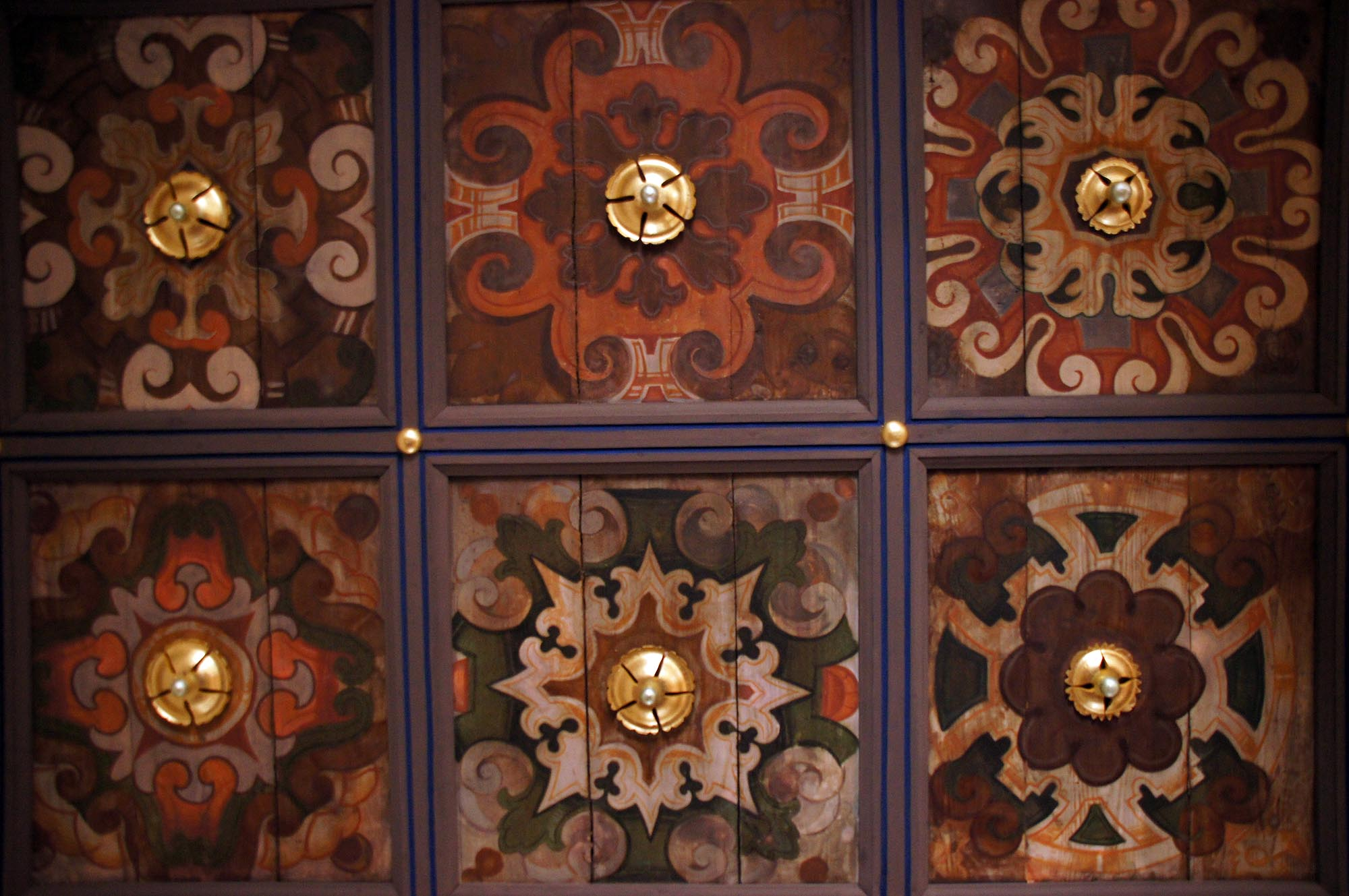
Sklepienie nad emporą zachodnią
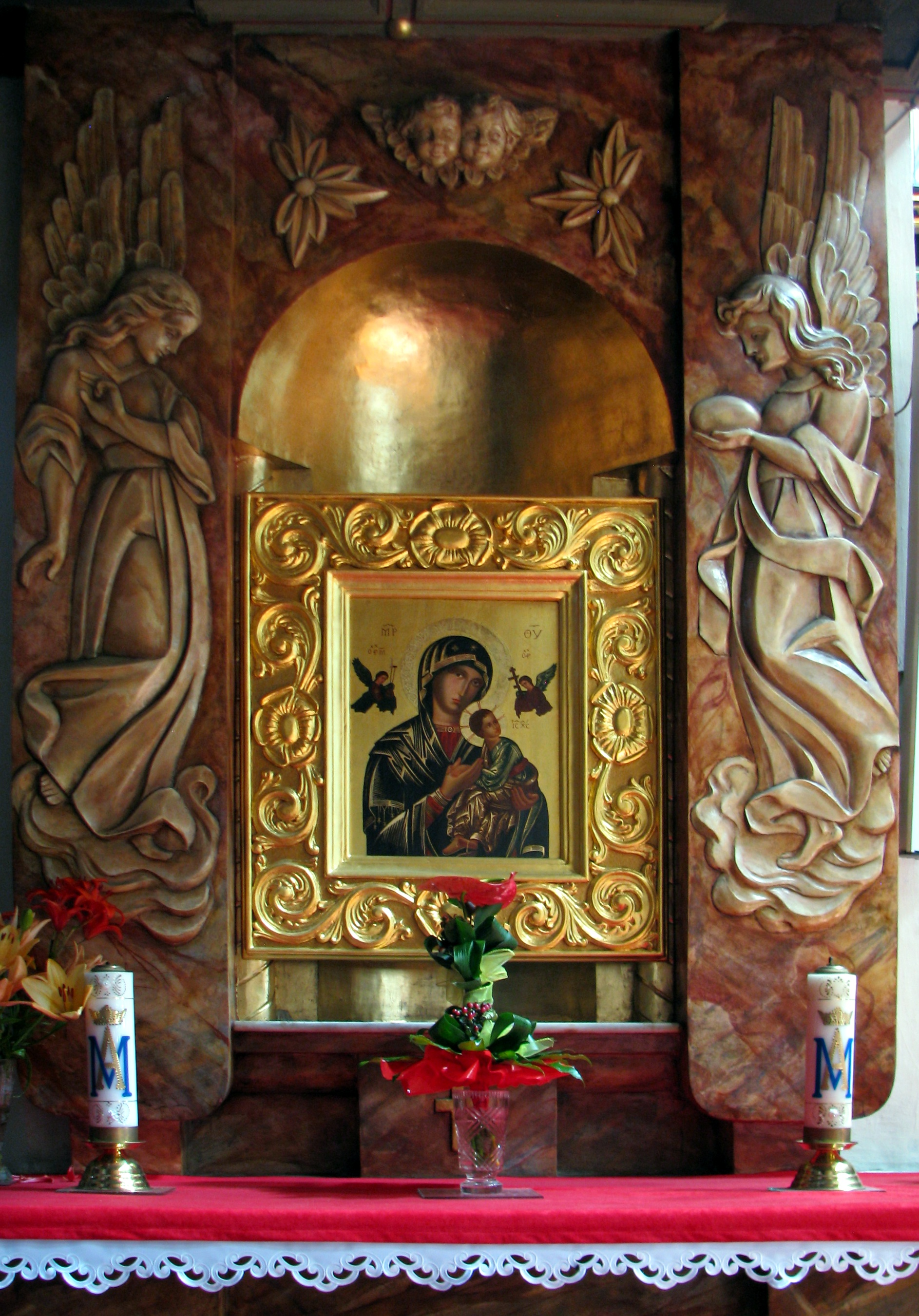
Obraz MB Nieustającej Pomocy. Ołtarz boczny
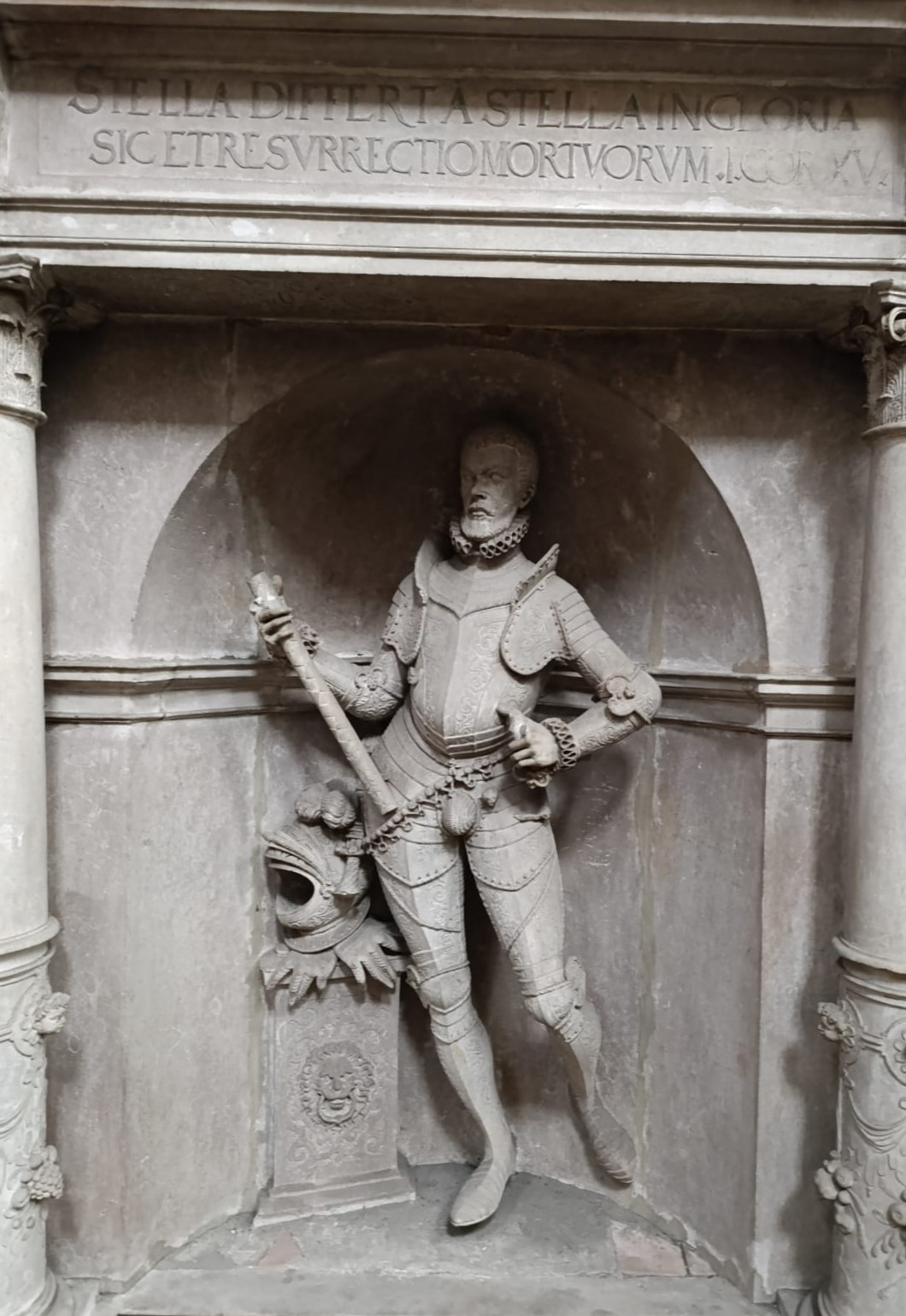
Rzeźba Karola Krzysztofa
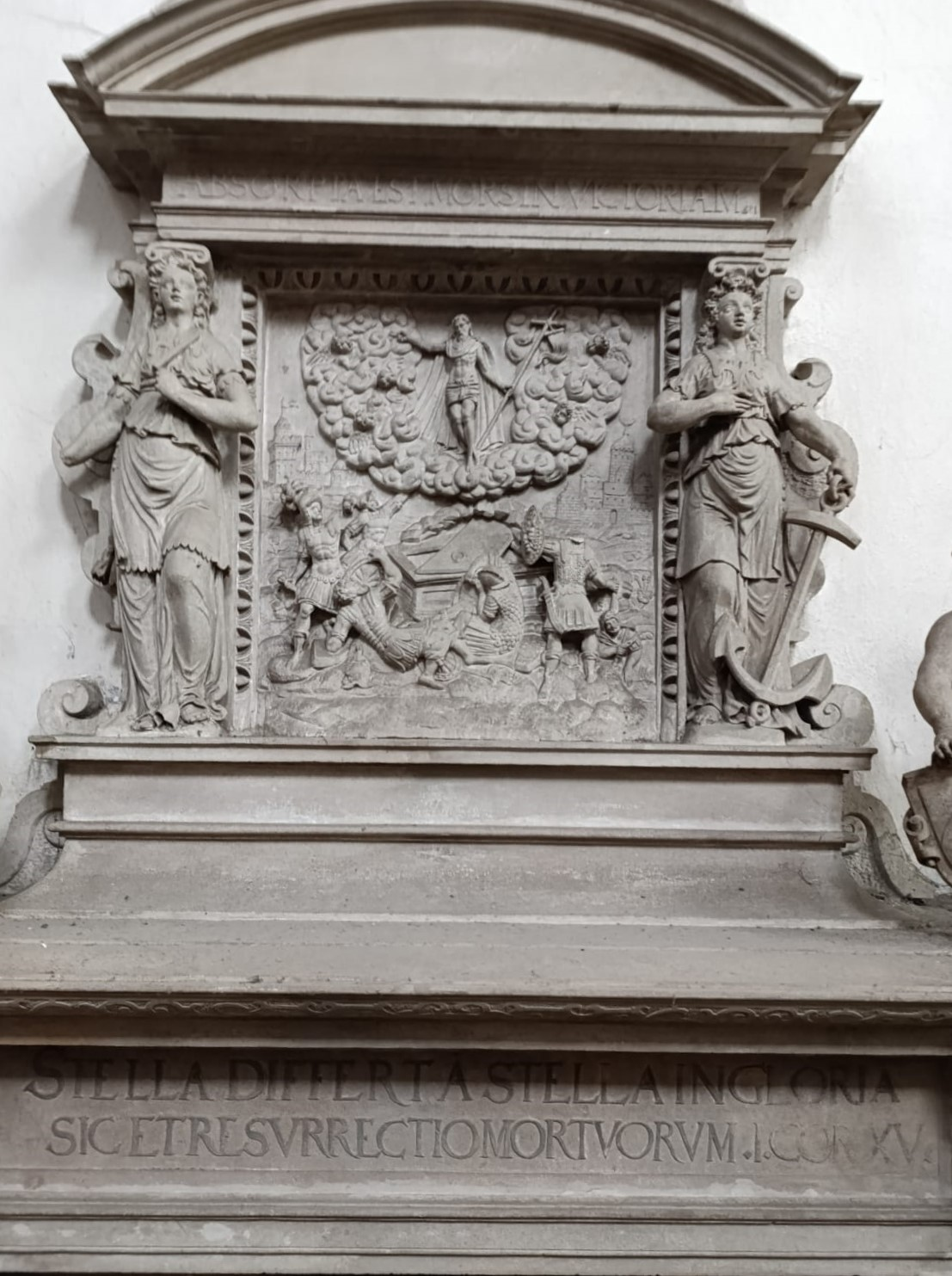
Detale na nagrobku Karola Krzysztofa